# Braun (Elektrogeräte)

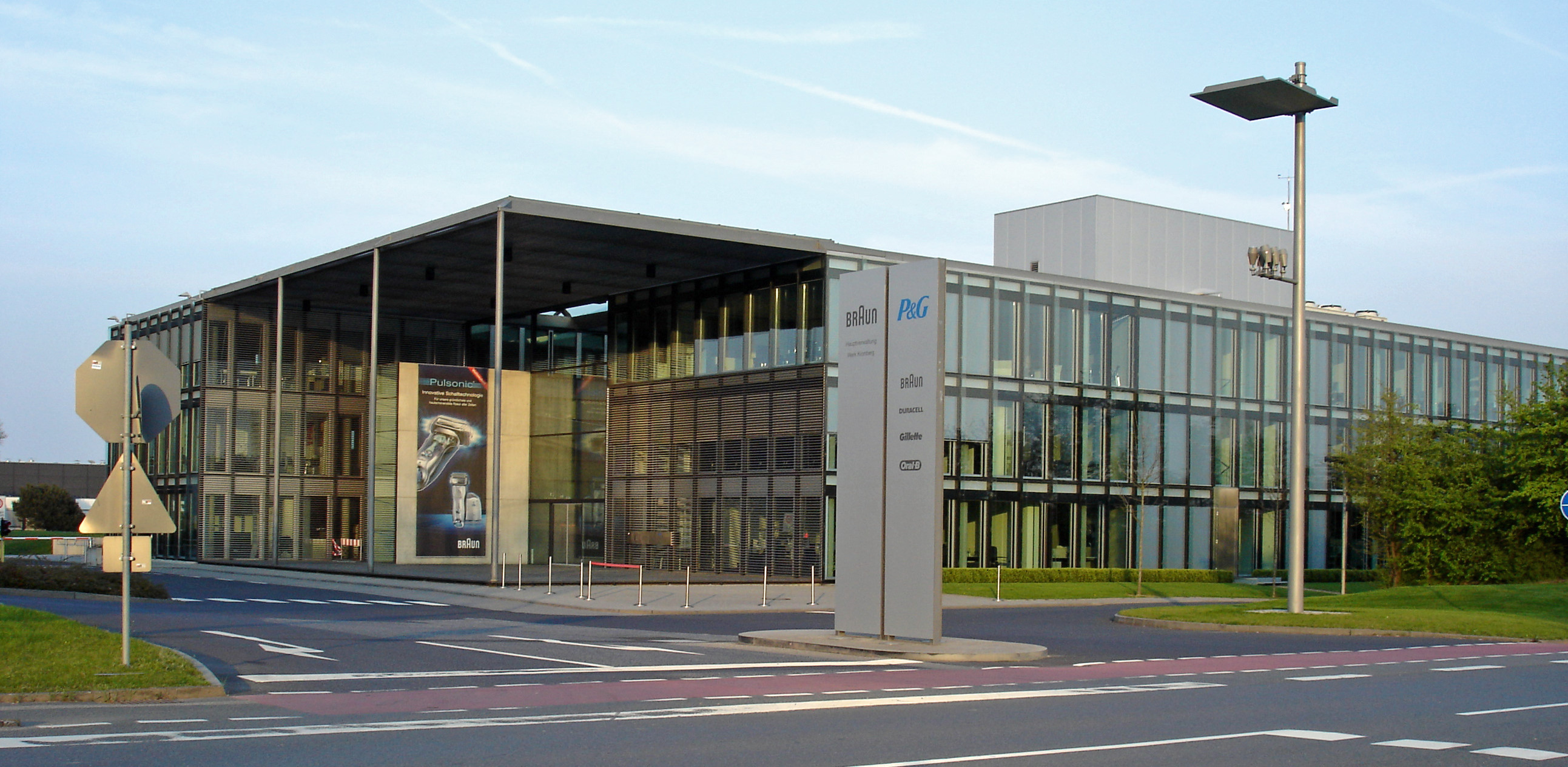
Technischer Hauptsitz von Braun in Kronberg
(Standort etwa seit 1961)

Die Procter & Gamble Service GmbH (vormals: Braun GmbH) ist ein in Kronberg im Taunus ansässiger Hersteller elektrischer Kleingeräte der Marke Braun.
Die Braun AG wurde 1967 an das US-amerikanische Unternehmen The Gillette Company verkauft, das seinerseits im Jahr 2005 vom US-Konzern Procter & Gamble übernommen wurde, zu dem die Marke Braun seither gehört. Das Unternehmen hat seine Geschäftsaktivitäten verstärkt auf Produkte der Körperpflege gelegt und bietet Geräte für die Herrenrasur, Haarpflege und -entfernung an. 2004 fertigte Braun weltweit an zehn Braun-Standorten in sieben Ländern, darunter auch China.
2012 erwarb De’Longhi für einen Grundpreis von 140 Millionen Euro die unbegrenzten Nutzungsrechte der Marke Braun für Haushalts-Kleingeräte, die Marke selbst bleibt jedoch im Besitz von Procter & Gamble. Alle Produkte rund um das Schneiden und Entfernen von Haaren bei Männern und Frauen werden weiterhin von Procter & Gamble hergestellt und unter dem Namen Braun vertrieben.

## Gründung des Unternehmens 1921

### Bis 1944

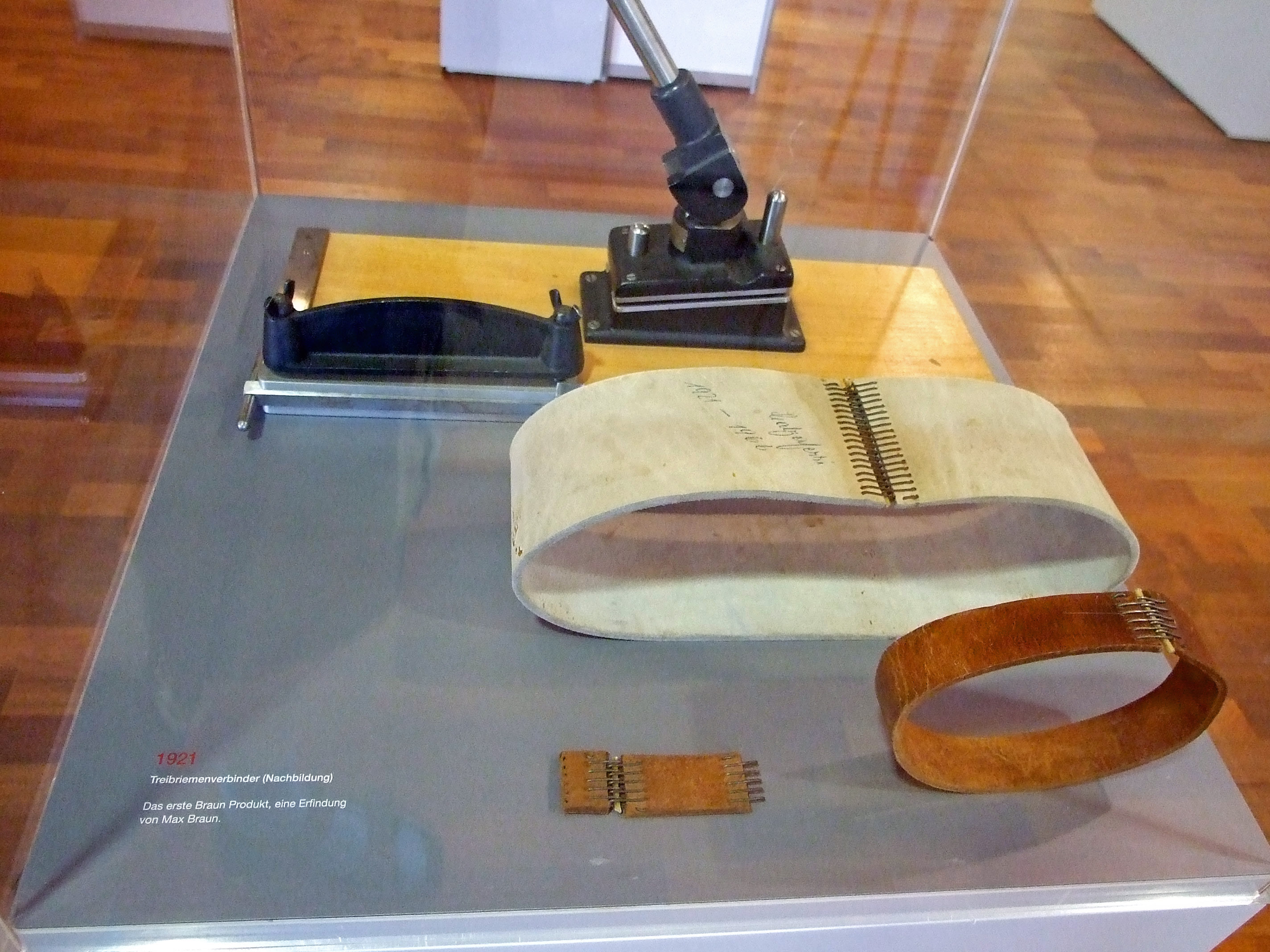
Treibriemenverbinder der Marke Trumpf – der Anfang des Unternehmens

Das Unternehmen wurde 1921 in Frankfurt-Bockenheim in der Jordanstraße 12 von dem aus Ostpreußen stammenden Ingenieur Max Braun als Apparatebauwerkstatt (Max Braun oHG) gegründet. Als erstes Produkt wurde ein patentierter Treibriemenverbinder mit dem Namen Trumpf hergestellt. 1923 konstruierte Max Braun seinen ersten Rundfunkempfänger, den Trumpf Walzendetektor, so genannt nach seinem zylinderförmigen Detektor. Die Verkaufserfolge des Walzendetektors ermutigten ihn, Mitglied des Verbandes der Funkindustrie zu werden. Ab etwa 1925 produzierte er für die expandierende Branche Röhrensockel und Kunststoffteile.
1926 bezog Max Braun mit seiner Belegschaft die ersten eigenen Fabrikräume in Frankfurt am Main, in der Kiesstraße wurden unter anderem Röhrensockel, Transformatoren, Kondensatoren sowie Steckverbinder produziert. 1928 erfolgte der Umzug in ein neues Fabrikgebäude in der Idsteiner Straße. Als erstes komplettes Gerät wurde ein Kraftverstärker gebaut. Ende der 1920er Jahre übernahm Braun die Radioproduktion des Unternehmens Carl Sevecke und wurde dadurch „Bauerlaubnisnehmer“. Eigene Rundfunkempfänger, die mit Elektronenröhren arbeiteten, wurden ab 1933 hergestellt. 1934 entwarf Max Braun das Firmenlogo mit dem hochgezogenen „A“ im Namen Braun, das in modernisierter Form heute immer noch prägnante Markenzeichen aller Braun-Produkte.
Die ersten eigenen Radiogeräte 1933 waren unter anderem das Modell „Mozart“ und das Modell „Edelsuper“ oder 1934 der „Super 4W“. Max Braun kombinierte als einer der Ersten ein Radio und einen Plattenspieler in einem Gehäuse und schuf so eine neue Art Musiktruhe, beispielsweise den „Phono-Super 637 GW“ von 1936. Ein großer Erfolg waren die von 1936 bis 1939 produzierten Kofferradios, wie der 1936 gebaute „BKS 36“ oder der moderne „239 D“, der einen Kofferbezug mit Krokodilleder-Prägung hatte.
Im Zweiten Weltkrieg übernahm das Unternehmen Rüstungsaufträge, und es wurden insbesondere Funkgeräte und Funksteuergeräte gefertigt. 1944 wurden beide Frankfurter Werke durch Luftangriffe zerstört.

### Firmenlogo

Die Urversion des Logos aus den 50er-Jahren mit exakten Viertelkreisbögen

1935 entstand bereits ein Firmenlogo mit dem hochgezogenen „A“, welches Wolfgang Schmittel 1952 in die weltbekannte Form mit exakten Viertelkreisbögen brachte. An dieser Form hielt man zunächst auch nach der Übernahme 1967 durch die Gillette-Company fest, ging aber in den 1990er Jahren zur heutigen gerundeten Form über (siehe Infobox).

### Wiederaufbau

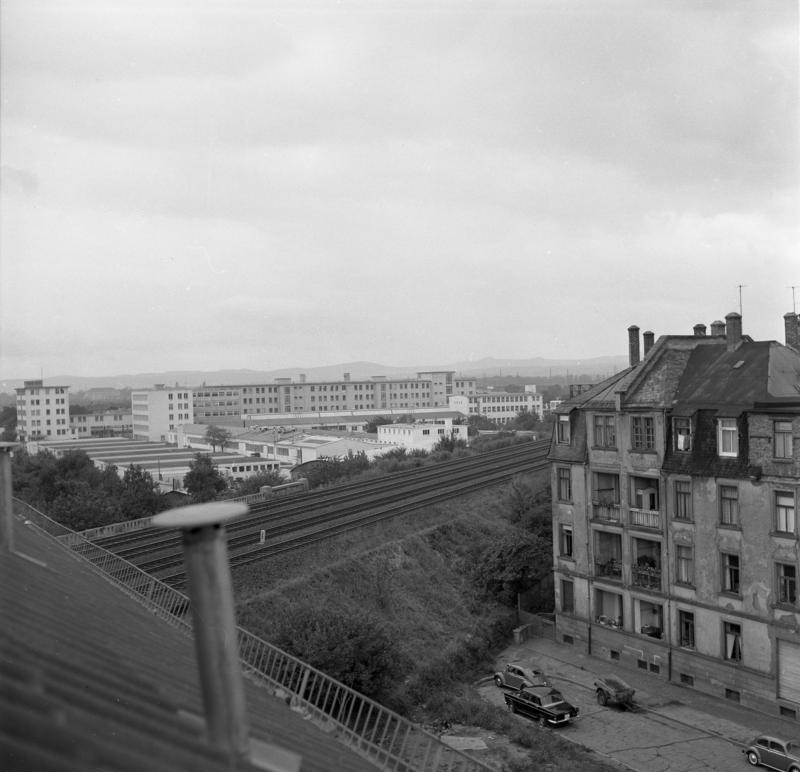
Werk II etwa 1960, von der Frankenallee aus gesehen

Die im Krieg nahezu vollständig zerstörten Werksanlagen erlaubten nur die Produktion von Taschenlampen und Plattenspielerchassis. 1945 begann die Herstellung der Dynamotaschenlampen „Manulux“ und 1947 wurde mit einer bescheidenen Produktion von Radiogeräten wieder begonnen.
Den Grundstein für den späteren Erfolg des Unternehmens legte Max Braun durch die Entwicklung des elektrischen Trockenrasierers Modell „S 50“. 1949 wurde das Patent für die von Max Braun entwickelten Scherfolien-Trockenrasierer erteilt und 1950 mit der Produktion und dem Verkauf begonnen. Für den deutschen Markt war die Standardverpackung eine dunkelbraune Bakelitdose mit transparentem Deckel und erhabenem Logo. Zubehör waren ein Stromkabel in Rasiererfarbe mit Halterung, eine Bedienungsanleitung und eine Reinigungsbürste. Den „S 50“ gab es unter anderen in den Farben Elfenbein und Schwarz. Max Braun begann auch mit der Entwicklung von neuen Küchenmaschinen, 1950 wurde das Küchengerät „Multimix“ vorgestellt.
Max Brauns Söhne, Artur (1925–2013) und Erwin (1921–1992), übernahmen 1950 technische und kaufmännische Funktionen im Unternehmen. Neben dem Wiederaufbau von Werk I in der Idsteiner Straße im Frankfurter Stadtteil Gallus wurde 1951, wenige hundert Meter entfernt, Werk II bezogen, wo ausreichend Platz für Produktionsbänder, Entwicklungslabors, Werkstätten, Sozialräume und eine Ausbildungswerkstatt zur Verfügung stand. 1954 wurde in Walldürn ein Zweigwerk für die Produktion von Elektrorasierern eröffnet und fortan kontinuierlich ausgebaut. 1961 kam das Werk Marktheidenfeld hinzu (für die Produktion von Haushaltsgeräten) und in Kronberg im Taunus begann der Bau der späteren Firmenzentrale, der heutige Technische Hauptsitz der Braun GmbH.

## Die Neuausrichtung des Unternehmens 1951

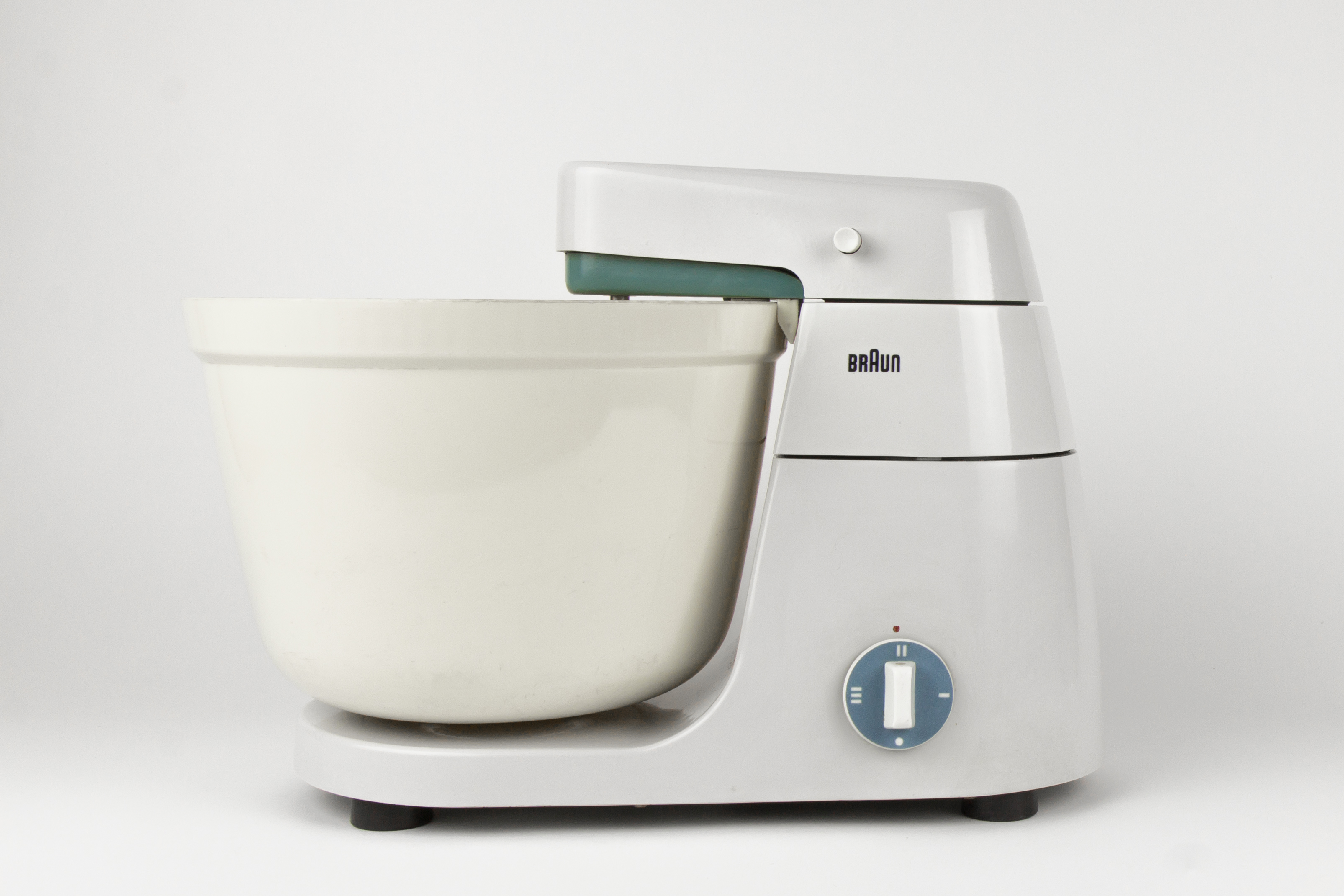
Küchenmaschine KM 3 von 1957

Nach dem plötzlichen Tod des 61-jährigen Max Braun am 5. November 1951 übernahmen dessen Söhne Artur und Erwin Braun das Unternehmen, wobei vor allem Erwin Braun eine neue, umfassende Unternehmenskultur initiierte, wie es ähnlich vorher bereits bei AEG oder Olivetti versucht worden war. Erwin Braun sah das Unternehmen nicht nur als betriebswirtschaftliches, sondern auch als kulturelles Projekt und knüpfte Freundschaften zu Gleichgesinnten wie etwa dem Unternehmer Philip Rosenthal. Zu der neuen Unternehmenskultur gehörte neben einer „Balance“ der Abteilungen, gesundem Kantinenessen und einem einheitlichen, rationalen Erscheinungsbild auch ein radikal verändertes Produktsortiment. Für das neue Gesamterscheinungsbild des Unternehmens wurde 1952 unter anderem der deutsche Grafiker und Werbefachmann Wolfgang Schmittel eingestellt. Er prägte entscheidend das damals neue Gestaltungskonzept im Bereich Kommunikation mit und überarbeitete das von Max Braun entworfene Firmenlogo. 1953 wurde Fritz Eichler, ein Kriegskamerad von Erwin Braun, als Verantwortlicher für die Gesamtgestaltung des Unternehmens eingestellt sowie Albrecht Schultz, der für den Geschäftsbereich Vertrieb und den „Artikelbereich Rasierer“ zuständig war und ab 1962 Vorstandsmitglied wurde. Seit 1974 war er für den Geschäftsbereich Marketing zuständig, das Vorstandsmitglied Alfred M. Zeien übernahm von ihm den Artikelbereich Haustechnik. Die Artikelbereiche Haushalt und Rasierer wurden 1971 in dem „Artikelbereich Haustechnik“ zusammengefasst.
Am 1. Januar 1962 wurde aus der „Max Braun oHG“ die „Braun AG“, eine Aktiengesellschaft mit 12 Mio. DM Stammkapital. Der Aufsichtsrat bestand aus Artur und Erwin Braun, Fritz Eichler, Werner Greutert, Anneliese Ginkel und Edmund Hubert.

### Formgestaltung – Entstehung des Braun-Designs
Das neue Gestaltungskonzept des Unternehmens sah auch eine Änderung des Erscheinungsbildes für das Produktsortiment vor. Daraufhin entstand die Abteilung für Formgestaltung, später Abteilung für Produktgestaltung. Deren Aufgabe war es, den Braun-Produkten eine neue Form zu geben, die schlicht und funktionell sein sollte. So wurde der Grundstein für das neue Produktdesign des Unternehmens gelegt. Einen entscheidenden Anteil an der Entstehung dessen, was seit den 1980er Jahren Braun Design genannt wird, hatte Fritz Eichler als Leiter der Abteilungen Form- und Werbegestaltung. Er stellte auch den Kontakt zur Hochschule für Gestaltung Ulm (HfG-Ulm) her. An diese wurden von Braun zahlreiche Gestaltungsaufträge vergeben, die im Wesentlichen von dem Dozenten Hans Gugelot realisiert wurden. Von ihm wurden auch grundlegende Gestaltungsprinzipien wie System und Klarheit auf die Braun-Produkte übertragen. Weitere Gestalter der Frühzeit waren unter anderem Herbert Hirche und Wilhelm Wagenfeld, beide ehemalige Studenten des Bauhauses. 1955 wurde der Innenarchitekt Dieter Rams eingestellt, der die Gestaltungsabteilung ab 1961 leitete und schließlich vom Marketing als Mr. Braun in den Vordergrund gestellt wurde, was Konflikte bis hin zu juristischen Auseinandersetzungen hervorrief und paradoxerweise dazu führte, dass nun auch alle anderen Gestalter ihre Urheberschaft betonten. Bis dahin wurden alle Entwürfe als „Werksdesign“ gekennzeichnet. Tatsächlich war das Projekt der besonderen Produktgestaltung bei Braun immer eine Team-Leistung.
Ein Wendepunkt in der Unternehmensgeschichte war der Auftritt mit dem neuen Unterhaltungselektronik-Sortiment auf der Düsseldorfer Funkausstellung 1955. Der dort aufgebaute modulare Messestand wurde entworfen von dem Studenten Hans G. Conrad und dem Dozenten für Visuelle Kommunikation Otl Aicher, beide von der Hochschule für Gestaltung Ulm. Er beruht auf der Grundidee, dass die Braun-Geräte in neuzeitlicher Einrichtung präsentiert werden sollten.
Das Braun-Design der Anfangszeit wurde zum Teil durch eigene Mitarbeiter entworfen, entstand aber vorwiegend durch Auftragsarbeiten, die beispielsweise an die Hochschule für Gestaltung in Ulm oder die Werkstätten Thun in Jettingen vergeben und von deren Mitarbeitern ausgeführt wurden. Seit 1957 errang Braun weltweites Ansehen durch internationale Designpreise, darunter den Grand Prix auf der 11. und 12. Triennale in Mailand (1957, 1960), den Compasso d’Oro (1962) und den Interplas (1963) in London. 1964 eröffnete das New Yorker Museum of Modern Art eine Galerie mit einer Ausstellung des ganzen Braun-Programms.
Ende der 1960er Jahre wurden verstärkt Mitarbeiter fest angestellt, die die Gestaltung der Anfänge fortführten und weiterentwickelten.

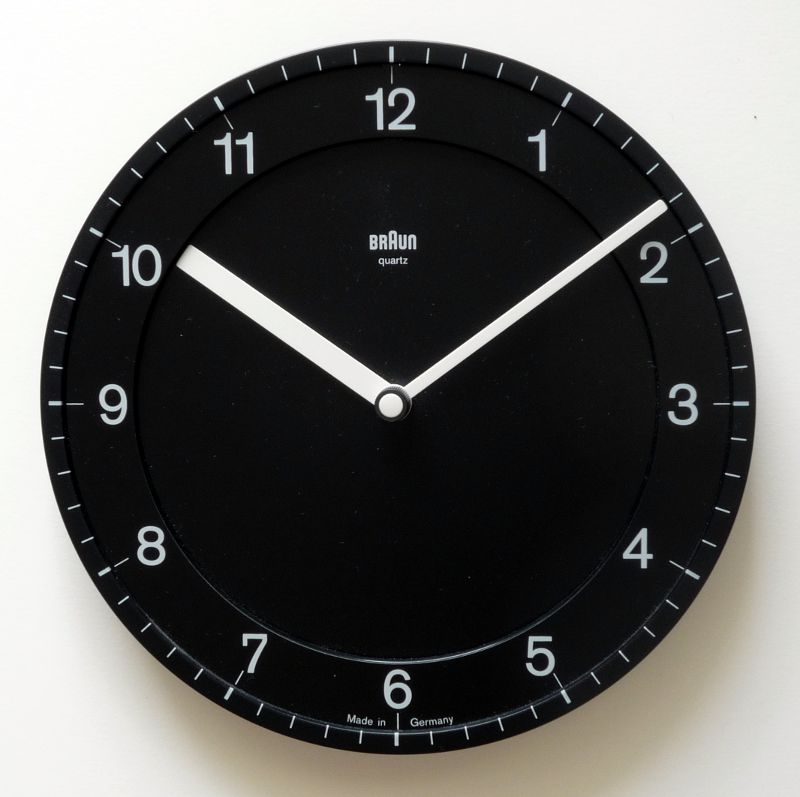
Braun-Wanduhr ABW 41 „domodisque“, Dieter Lubs 1985

- Otl Aicher – Studium Akademie der Bildenden Künste München
- Richard Fischer – Angestellt, Studium HfG Ulm
- Jürgen Greubel[11] – Studium Hochschule Wiesbaden
- Hans Gugelot – Studium ETH Zürich
- Herbert Hirche – Studium Bauhaus
- Gerd Alfred Müller – Studium Werkkunstschule Wiesbaden
- Dieter Rams – Angestellt, Studium Werkkunstschule Wiesbaden
- Wilhelm Wagenfeld – Studium Bauhaus
- Roland Weigend – Angestellt, Studium Werkkunstschule Wiesbaden
- Reinhold Weiss – Angestellt – Studium HfG Ulm
- Dietrich Lubs – Angestellt, Ausbildung zum Schiffbauer
- Robert Oberheim – Angestellt, Studium Werkkunstschule Wiesbaden
- Peter Hartwein – Angestellt, Schreinerlehre und Studium Werkkunstschule Wiesbaden
- Hartwig Kahlcke – Angestellt, Studium Folkwangschule für Gestaltung Essen
- Ludwig Littmann – Angestellt, Studium Folkwangschule für Gestaltung Essen
- Peter Schneider – Angestellt, Studium Folkwangschule für Gestaltung in Essen
- Florian Seiffert – Angestellt, Studium Folkwangschule für Gestaltung Essen
- Roland Ullmann – Angestellt, Studium Hochschule für Gestaltung Offenbach

### Erste Produkte im neuen Stil

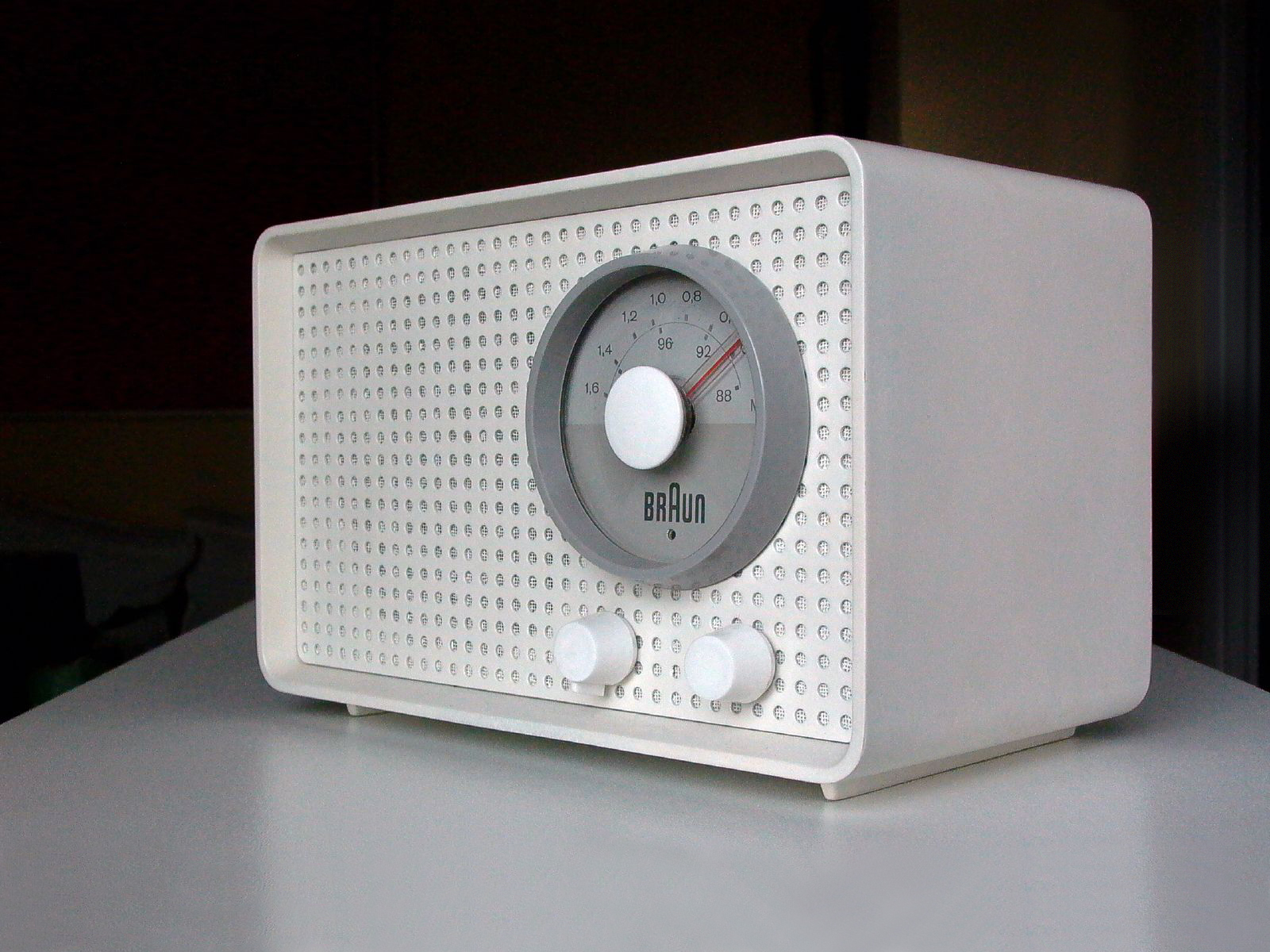
Braun-Röhrenradio Modell „SK 2“

Als frühe wegweisende Produkte gelten beispielsweise das kleine Röhrenradio SK 1, die Radio-Plattenspieler-Kombinationen „PK-G“, die Küchenmaschine „ KM 3/32“ oder das Kompaktgerät „studio 1“. Die Reaktionen auf den spartanischen Stil, der nicht nur das neue Tischradio, sondern die gesamte Gestaltung der Industrieprodukte im Sinne der „Guten Form“ revolutionieren sollte, waren teilweise extrem. Max Grundig, ein Mitbewerber, befand, dass die Braun-Söhne das Erbe ihres Vaters verspielen würden. Doch bis 1960 hatte nahezu die gesamte Branche nachgezogen. Die Geräte sollten, ähnlich einem Butler, stets zu Diensten sein, aber ansonsten im Hintergrund bleiben, auch sprachlich. Die neuen Modellbezeichnungen bestanden zumeist aus einer schlichten Kombination von Buchstaben und Zahlen.
Die Innovationen aus dem Bereich der Unterhaltungselektronik, wie etwa die Radio-Plattenspieler-Kombination SK 4, die tragbare Radio-Plattenspieler-Kombination „combi“ oder der Weltempfänger T 1000, brachten dem Unternehmen einen beträchtlichen Imagegewinn ein, aber keinen wirtschaftlichen Erfolg. Dieser wurde hauptsächlich mit Rasierern, Blitzgeräten oder Diaprojektoren erzielt. Im Laufe der Unternehmensgeschichte zeigte sich, dass von den vielen Braun-Produkten der „Artikelbereich Rasierer“ der umsatzstärkste war und zur tragenden Säule des Unternehmens wurde.

## Die Gillette-Company übernimmt Braun
Durch den großen Erfolg der Braun-Elektrorasierer wurde 1966 die Gillette-Company auf das Unternehmen aufmerksam. Das amerikanische Unternehmen betätigte sich auf dem Gebiet der Nassrasur und sah in den Braun-Rasierern eine ideale Ergänzung, um in den Markt der Trockenrasur einsteigen zu können. Daher unterbreitete die Gillette-Company Artur und Erwin Braun, den beiden Hauptaktionären, 1967 ein Übernahmeangebot, das Anfang Dezember 1967 angenommen wurde. Die von den Braun-Hauptaktionären gehaltenen 18 Millionen Stammaktien und 4,5 Millionen Vorzugsaktien gingen an die Gillette-Company, dafür erhielten die Hauptaktionäre Gillette-Aktien sowie Barbeträge im Gesamtwert von etwa 200 Mio. DM. Am 19. Dezember 1967 erhielt die Gillette-Company die Aktienmehrheit an der Braun AG.
Artur und Erwin Braun entschlossen sich, die Braun AG zu verkaufen, um das Wachstum des Unternehmens sicherzustellen und um weiterhin auf dem Markt bestehen zu können. Die Braun AG besaß erhebliche Marktanteile in Deutschland sowie in Europa, aber nicht weltweit. Da ihnen zu einer Expansion die finanziellen Mittel fehlten, sahen sie nur die Möglichkeit durch den Verkauf an die Gillette-Company, wodurch Braun-Produkte besser auf dem Weltmarkt etabliert werden sollten. Die 1961 in der Schweiz gegründete Maxon Motor AG blieb im Familienbesitz. Diese fertigte galvanisch hergestellte Scherfolien für die Braun-Rasierer und später vor allem Elektromotoren. Der Firmenname Maxon spielt als Kurzform von Max-Sohn auf den Firmengründer an.
Die Produktpalette der Braun GmbH umfasst unter anderem Elektrorasierer, Body Groomer, Barttrimmer, Epilierer & Lady Shaver, Stabmixer und Haarpflegegeräte (Stand 2013). Im Bereich von Scherfolienrasierern, Epiliergeräten und Stabmixern ist Braun Weltmarktführer.

## Die Produktbereiche

### Artikelbereich Elektronik

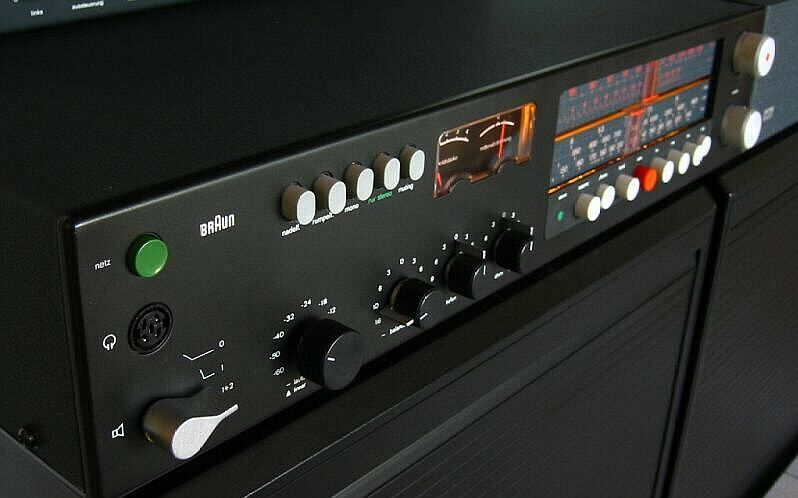
Braun Receiver
Modell: „regie 510“ von 1972, Dieter Rams

Von 1962 bis 1970 war das Vorstandsmitglied Karl Buresch für den Geschäftsbereich Technik sowie für den Artikelbereich Elektronik verantwortlich, danach übernahm Vorstandsmitglied Gotthard Mahlich den Bereich.
1981 wurde der Artikelbereich Unterhaltungselektronik aus der Braun AG ausgegliedert und an die „Braun Elektronic GmbH“ (BEL) in Kronberg übertragen, deren Gesellschafter die Gillette-Company und das amerikanische Unternehmen „Analog & Digital Systems Incorporation“ wurden. Analog & Digital Systems war ein Im- und Exporteur von Unterhaltungselektronik, der aber auch eigene HiFi-Produkte entwickelte, wie beispielsweise Auto-HiFi-Anlagen. Seit 1974 war es Lizenznehmer für Braun-Lautsprecher und führte 1975 die Marke „ADS“ in den amerikanischen Markt ein. Der Gründer des Unternehmens, Godehard Günther, wurde geschäftsführender Gesellschafter von „BEL“. Im Programm waren Auto-HiFi-Komponenten wie Lautsprecher und Verstärker (Endstufen); die Braun-Atelier-Serie, deren Programm ab Herbst 1985 auch CD-Spieler umfasste, sowie Braun-Lautsprecherboxen. Die Produkte wurden von 1981 bis etwa 1987 in Deutschland mit dem Braun-Logo verkauft.
Die „Braun Elektronic GmbH“ wurde am 22. September 1987 aufgelöst und firmierte anschließend weiterhin mit Sitz in Kronberg und den gleichen Gesellschaftern unter dem Namen „a/d/s/ Analog und Digital Systeme GmbH“, da der Lizenzvertrag mit der Braun AG ausgelaufen war. Bei der Funkausstellung 1989 wurden die neuen Produkte aus der atelier-Reihe nicht unter der Marke Braun, sondern der Marke a/d/s/ präsentiert, aber mit dem Hinweis auf „Design by Braun“.

#### Ende von Braun-HiFi 1990
1989 kaufte die Gillette-Company die Gesellschafteranteile von Godehard Günther zurück, wodurch die „a/d/s/ Analog und Digital Systeme GmbH“ ein 100%iges Tochterunternehmen der Gillette-Company wurde. Neuer Geschäftsführer wurde Ernst Ortmann und die Produkte wurden wieder unter der Marke Braun vermarktet. Im Mai 1990 wurde beschlossen, das Unterhaltungselektronik-Geschäft einzustellen. Im März 1991 wurde die „a/d/s/ Analog und Digital Systeme GmbH“ aufgelöst, wodurch die Ära des Braun-Designs für Audio- und Phonogeräte endete.
Von 1981 bis 1990 blieb der wirtschaftliche Erfolg der Unterhaltungselektronik-Produkte aus, was zum einen daran lag, dass nur ein bestimmter Kundenkreis bereit war, für Design und Konzept der Braun-Geräte den geforderten Preis zu bezahlen, und zum anderen daran, dass die Atelier-Geräte kaum mit anderen HiFi-Produkten kombiniert werden konnten. Die Geräte wurden größtenteils auf dem deutschen Markt verkauft und konnten auf ausländischen Märkten nur schlecht abgesetzt werden. Da der Umsatz weiter zurückging, wurde 1990 das Produktionsende der Unterhaltungselektronik mit ganzseitigen Anzeigen in Fachzeitschriften angekündigt. Braun investierte 2,5 Mio. DM in eine Werbekampagne für eine „Last Edition“ unter dem Namen Braun Atelier.

#### Bilder – Audio- und Phonogeräte von Braun

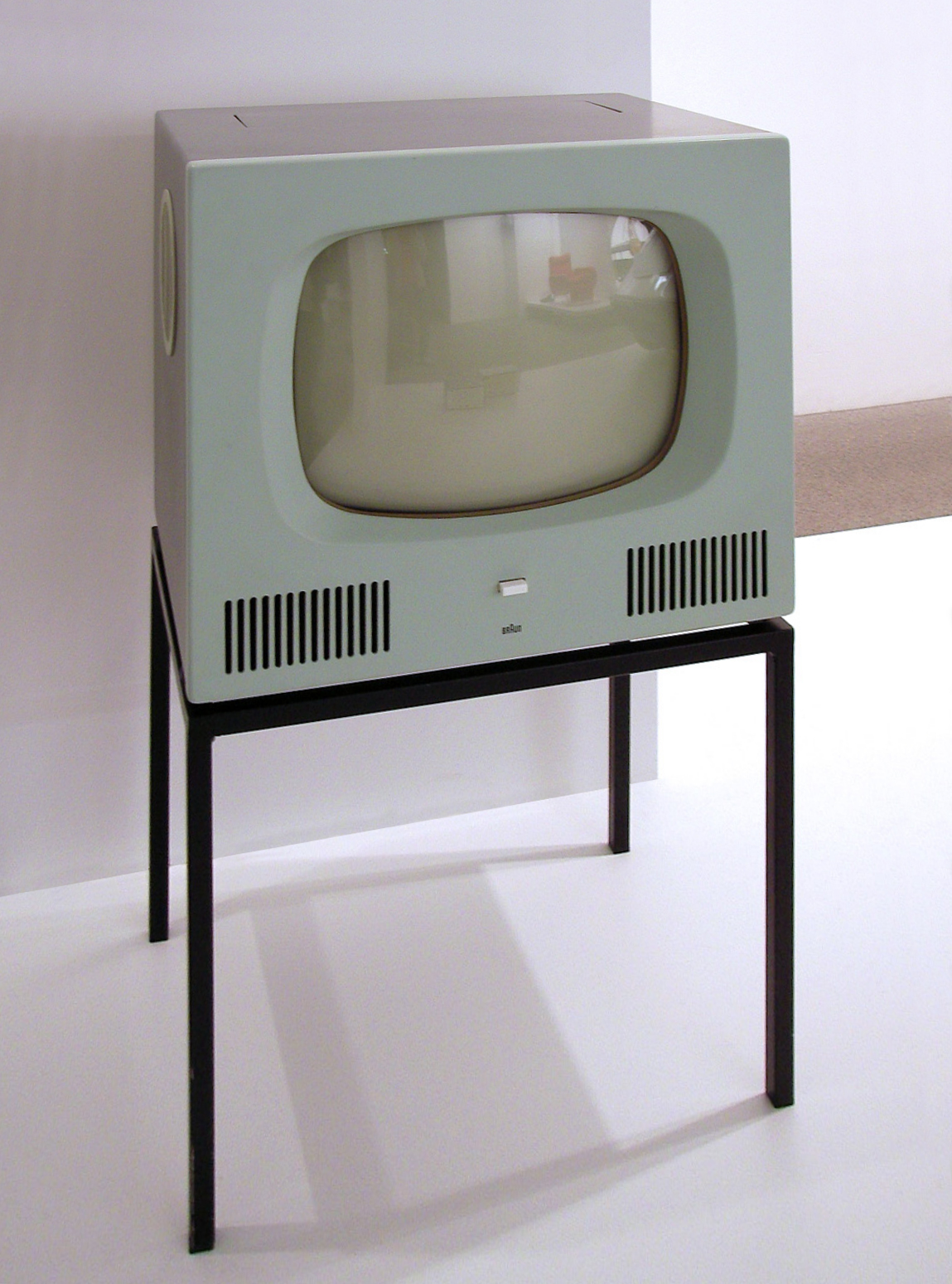
Fernsehgerät HF 1 von 1958 Herbert Hirche
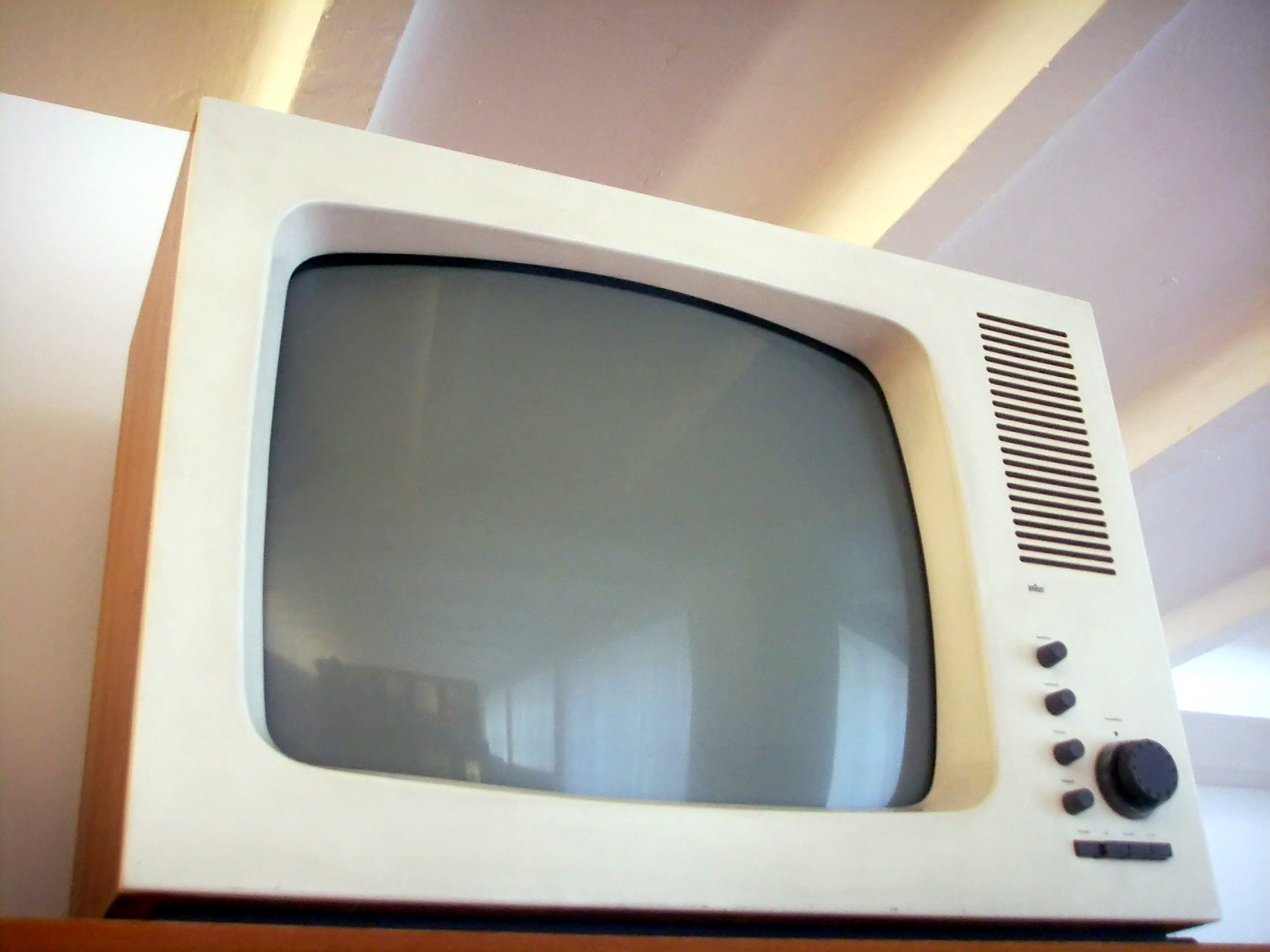
Fernsehgerät „FS 6“ von 1962 Herbert Hirche
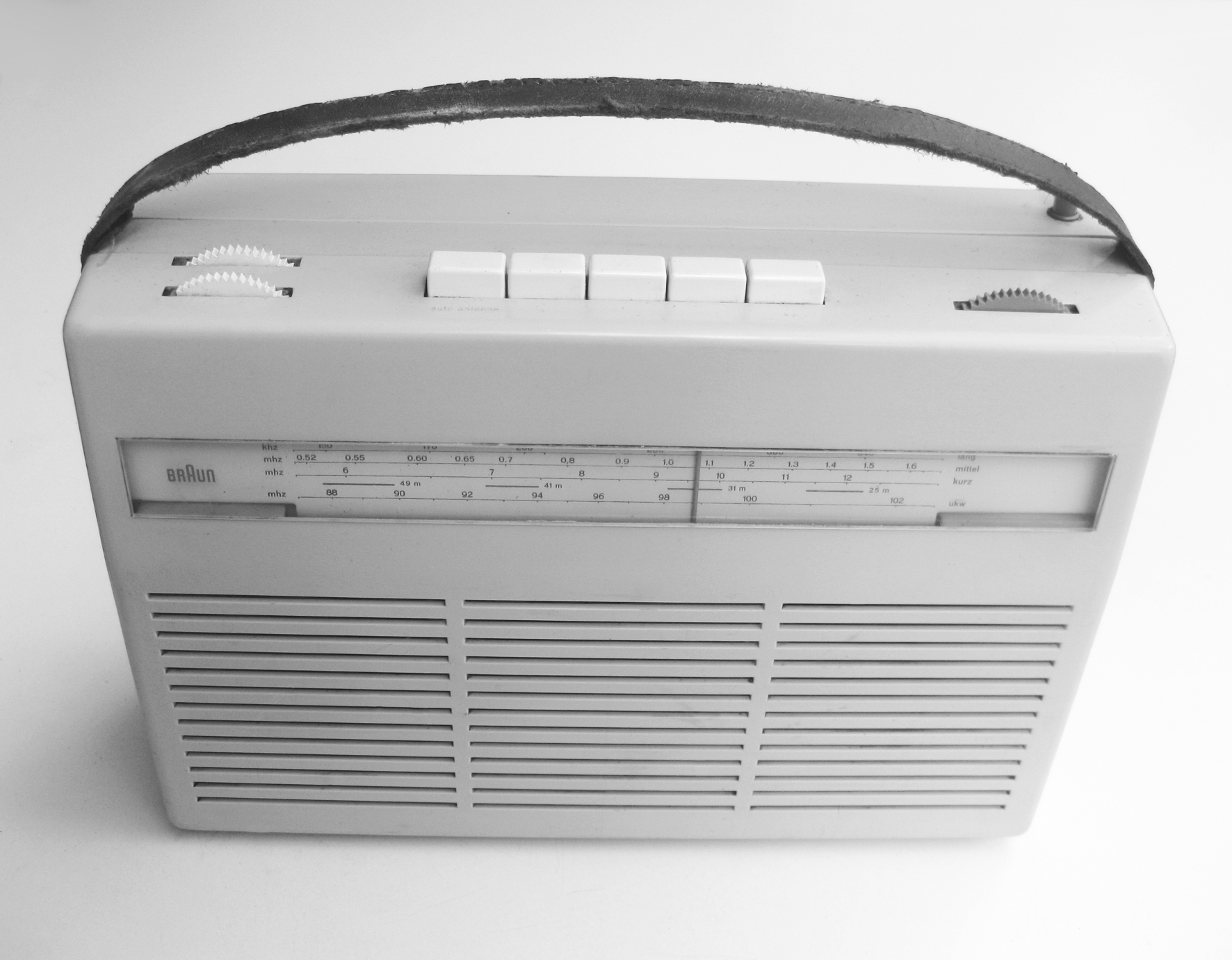
Kofferradio Modell: „Transistor 1“ von 1957 Dieter Rams
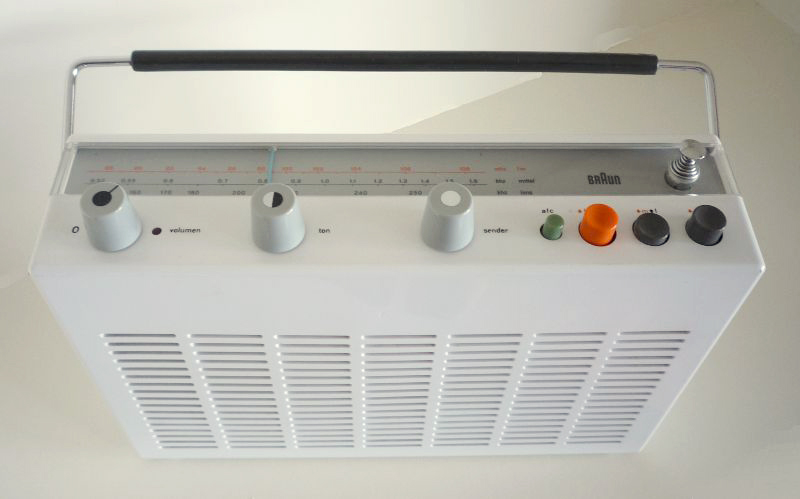
Kofferradio „T 580“ von 1963 Dieter Rams
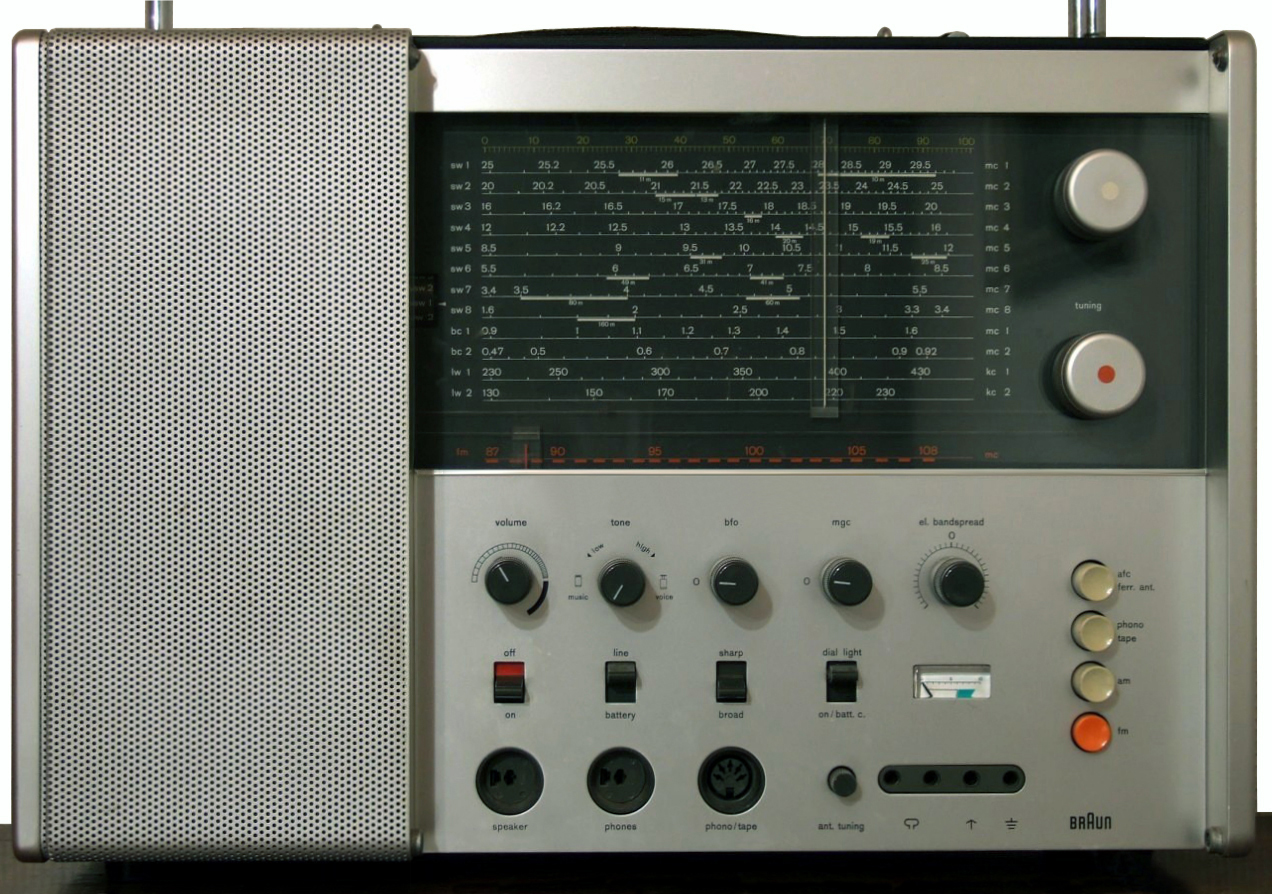
Weltempfänger Modell: „T 1000 CD“ von 1968
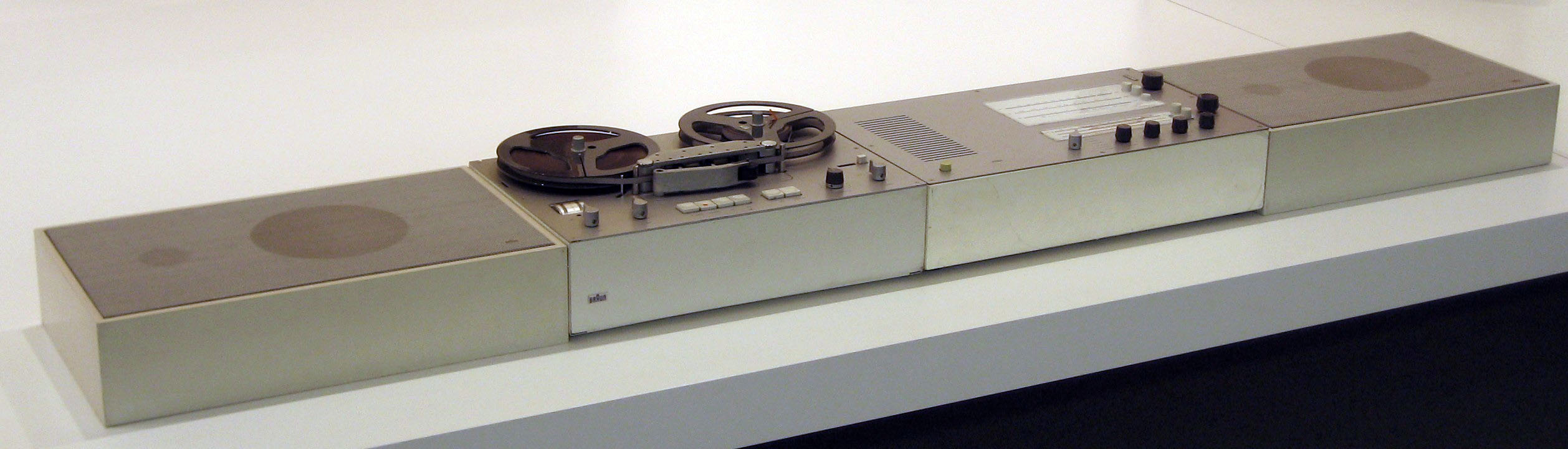
Braun-HiFi-Komponenten 1964 Steuergerät TS 45, Lautsprecher L 450, Tonbandgerät TG 60 Dieter Rams
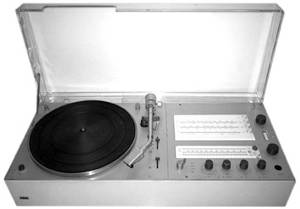
Kompaktanlage Modell: „audio 310“ von 1971 Dieter Rams

### Artikelbereich Haushalt

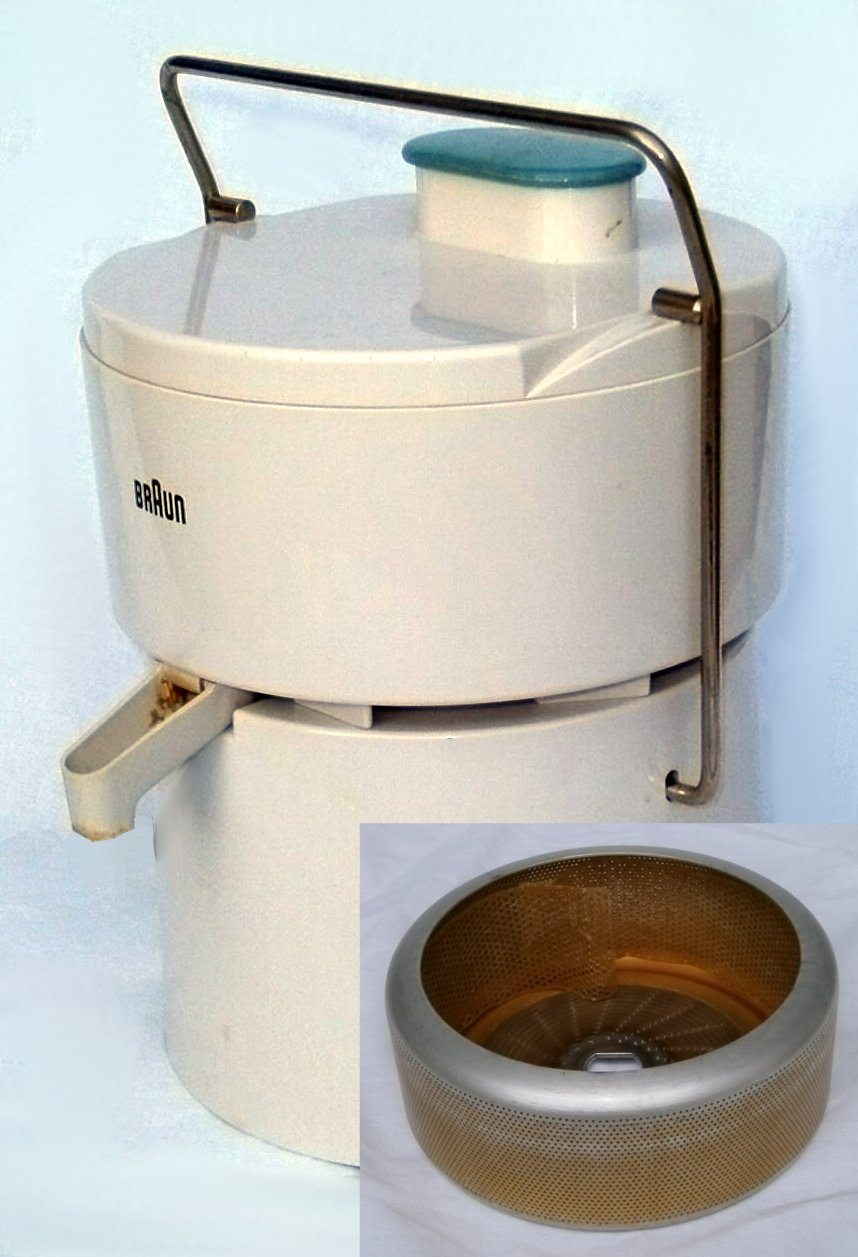
Entsafter mit zylindrischer Zentrifuge
Modell „Multipress MP 31“

Die Artikelbereiche Haushalt und Rasierer wurden 1971 in dem Artikelbereich Haustechnik zusammengefasst. 1972 erschien die erste Kaffeemaschine Aromaster KF 20, die Florian Seiffert aus der Braun-Gestaltungsabteilung in einer beruhigenden Säulenform designt hatte; sie war in sechs Farben erhältlich. Es folgten weitere Versionen. 1984 erschien die neu entwickelte KF 40; Hartwig Kahlcke hatte sie gestaltet. Etwa bis 1990 erschienen Varianten der KF 40. Ein von der KF 40 abgeleitetes Modell ist 2023 als Aromaster Classic (KF 47/1) im Programm. 1983 waren Bügeleisen in das Sortiment gekommen.
Seit den 1950er-Jahren erbringen die Haushaltsgeräte einen Teil des Gewinns des Unternehmens, während die Geräte aus dem Unterhaltungsbereich betriebswirtschaftlich gesehen ein Verlustgeschäft waren. Trotzdem wurde bis 1991 daran festgehalten, da diese den größten Anteil an der Verbreitung des Braun-Design hatten. Auch die Haushaltsgeräte wurden von der Abteilung für Produktgestaltung entworfen und erhielten dort zeitlose Braun-Designs.

#### Küchenmaschinen
Bereits 1950 entwarf Max Braun die Multimix-Küchengeräte-Serie, diese bestand aus einem Standmixer und einer Küchenmaschine. Gerd Alfred Müller entwarf 1952 den Standmixer Multimix M 2 und den Entsafter Multipress MP 2, beide aus rotem Bakelit. Erst 1958 folgte ein neuer Standmixer von Braun, der Multimixer MX 3/31. 1960 erschien der erste Handrührer von Braun, der „M 1“, der auch einer der ersten auf dem deutschen Markt war. Das Braun-Design wird vor allem durch die „Küchenmaschine KM 3“ (KM 3/31) von 1957 wiedergegeben; diese von Gerd A. Müller entworfene Maschine wurde in fast unveränderter Form bis 1991 hergestellt.

#### Wasserkocher
1961 erschien der von Reinhold Weiss entworfene Expresskocher (Wasserkocher) „HE 1“. Der Topf besteht aus Messing, das außen hochglanzverchromt wurde und innen verzinnt ist. Über die Einstellungen Baby bis Kochen auf einer schwarzen Skala erfolgt die Konstanthaltung der Temperatur durch einen Thermostat. Der HE 1 war bis 1985 der einzige Wasserkocher, den Braun im Programm hatte.
Im April 2012 erwarb der italienische Elektrogerätehersteller De’Longhi von Procter & Gamble die Nutzungsrechte der Marke sowie die der zugehörigen Patente für kleine „Braun-Haushaltsgeräte“. Dies beinhaltete Produktionsanlagen und Mitarbeiter. Bei Procter & Gamble verbleibt die Fertigung von Rasierern, Epiliergeräten und Haarpflegeprodukten.

#### Kosmetikgeräte
Das Braun Kosmetikgerät „Smoothy“ war 1955 ein neuartiges Elektro-Massagegerät zur Gesichtspflege. Bei diesem Massagegerät aus weißem Kunststoff kommen Infrarot, Vibration und Kontaktwärme zum Einsatz. Der „Smoothy“ wurde in einem roten Reiseetui aus echtem Leder mit separatem Netzteil für 44,50 DM verkauft.

#### Heizlüfter
Der „Heizlüfter H 1“, von Dieter Rams 1959 entworfen, war damals eine technische Neuheit, weil dieses kleine und kompakte Gerät über eine Leistung von 2000 Watt verfügte. Es ist nur 9 cm hoch, 27,5 cm breit und 13,6 cm tief und wurde mit einem Tangentialgebläse ausgestattet.
1982 erschien der letzte von insgesamt sieben Heizlüftermodellen von Braun, das Modell „H 10“.

#### Taschenlampen
Bereits 1947 produzierte Max Braun die Dynamo-Taschenlampen „Manulux“, 1964 griffen Hans Gugelot und Hans Sukopp Braun auf die Handdynamolampe zurück und entwarfen die „Manulux DT 1“. Sie hat einen großen Reflektor mit 5 cm Durchmesser und enthält einen achtpoligen Hochleistungsdynamo, der über einen Alubügel angetrieben wird. Der Alubügel ist versenkbar und lässt sich arretieren. Als Zubehör für die olivfarbene Taschenlampe gab es auswechselbare Filtervorsätze in verschiedenen Farben. 1970 erschien die letzte Manulux-Taschenlampe, die „Manulux NC“, eine 70 Gramm leichte, wiederaufladbare Taschenlampe im schwarzen Kunststoffgehäuse, entworfen von Reinhold Weiss und Dieter Rams. Hans Gugelot entwarf bereits 1964 eine Taschenlampe in der Form eines Diskus, das Modell „Diskus“. Diese kreisrunde Taschenlampe hat einen Durchmesser von etwa 6,5 cm und eine Höhe von etwa 3 cm, es gab sie in den Gehäusefarben schwarz, gelb und rot. Die Batterietaschenlampe wurde von Braun erst 1970 ins Programm aufgenommen.

### Artikelbereich Rasierer

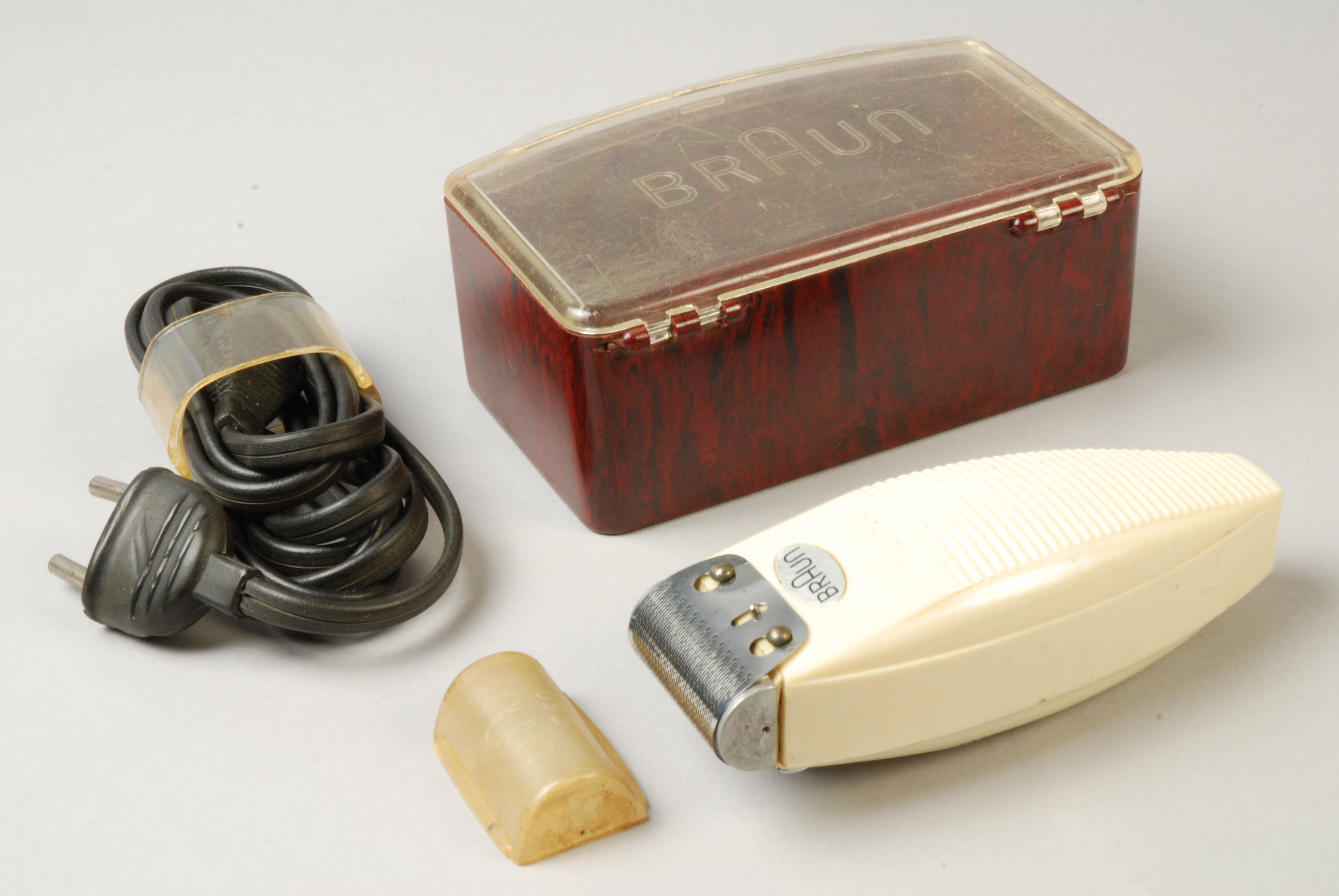
Braun S 50 mit Aufbewahrungsbox, Kabel und Schutzkappe.

Seit Max Braun den Elektrorasierer „S 50“ entwickelt hatte und diesen weltweit erfolgreich vermarkten konnte, erhielt der Artikelbereich Rasierer eine bedeutende Rolle im Unternehmen. 1965 waren an der Umsatzsteigerung des Unternehmens die Rasierer besonders stark beteiligt. In Deutschland hatten in diesem Jahr Braun-Rasierer den größten Marktanteil, und die Anteile konnten auch im Ausland gesteigert werden. Albrecht Schultz war als Vorstandsmitglied bis 1974 für den Artikelbereich Rasierer zuständig, der der profitabelste des Unternehmens war.
Der Elektrotrockenrasierer „S 50“ war der erste serienmäßig gebaute Elektrorasierer von Braun, er arbeitete bereits mit einem schwingenden Messerkopf unter einer an Kunststofffederelementen aufgeknöpften galvanisch hergestellten Scherfolie; der Messerkopf wurde durch einen elektromagnetischen Schwinganker mit der Netzfrequenz bewegt. Der 1950 vorgestellte S 50 Rasierer wurde von Artur Braun, Sohn von Max Braun, entworfen und hatte als Standardverpackung eine dunkelbraune Bakelitdose mit transparentem Deckel. Der Durchbruch gelang 1962 mit dem Modell Sixtant SM 31.
Bis zur Einführung der kombinierten Netz-Akku-Modelle gab es die sogenannten Netzrasierer immer mit diesem Schwinganker. Daneben wurde in den 1960er Jahren bereits Batteriemodelle mit Gleichstrommotoren produziert. Ab den 1980er Jahren werden für Netzbetrieb hauptsächlich Kombimodelle (Netz/Akku) mit solchen Motoren produziert. Das Prinzip – mit sowohl federnder Scherfolie als auch federnd gelagertem Messerblock – wird bis heute, außer bei Stabrasierern, beibehalten.
Rasierer werden neben den Epilierern in Walldürn gefertigt, 2004 mit 1100 Mitarbeitern im Drei-Schicht-Betrieb. Preisgünstige Rasierer-Modelle werden etwa seit den 2000er Jahren in Schanghai hergestellt.

### Artikelbereich Gesundheitsgeräte

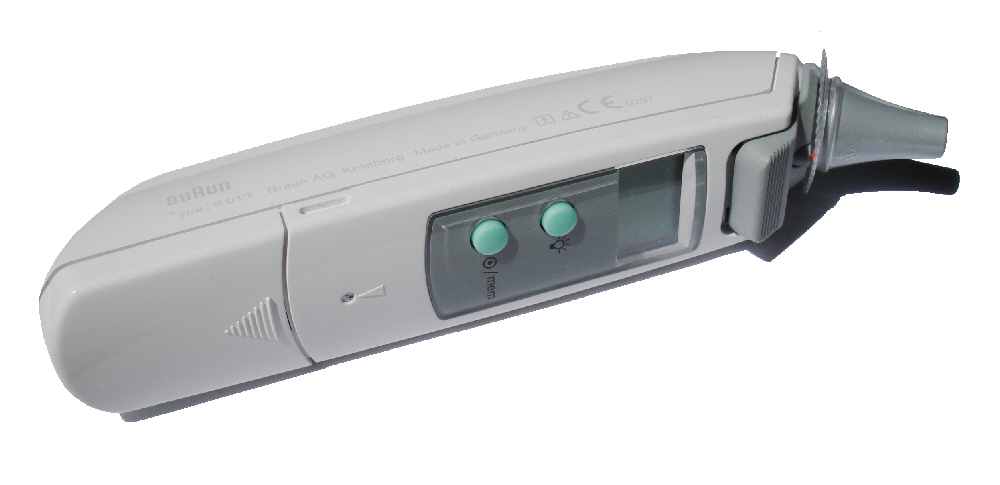
Braun Infrarot-Fieberthermometer

Unter dem Namen „Braun Healthcare“ werden beispielsweise Fieberthermometer und Blutdruckmessgeräte (VitalScan, ExactFit) vertrieben. Das Blutdruckmessgerät BP 1600 gestaltete 2002 Peter Hartwein. Die Gesundheitsgeräte werden in Partnerschaft mit dem amerikanischen Vermarkter Helen of Troy herausgebracht. Durch die Lungenkrankheit SARS stieg der Thermometer-Absatz 2003 deutlich.

### Elektrische Zahnbürsten
Schon 1963 hatte Braun eine elektrische Zahnbürste entwickelt; sie kam 1978 als D1 auf den Markt. 1984 übernahm Gilette den 1951 gegründeten kalifornischen Zahnbürstenhersteller Oral B. 1991 wurden beide Marken dergestalt kombiniert, dass Oral B die Bürstenaufsätze herstellt. Dieter Rams, Peter Schneider und Jürgen Greubel (1987–1996) gestalteten auch Oral B-Handzahnbürsten. Das Design der D3 (1984), D31 (1987) und anderer Akku-Zahnbürsten Plak Control machte Peter Hartwein. Mit der Pulsonic-Reihe bietet Braun inzwischen auch Schallzahnbürsten an.

### Artikelbereich Foto (1952–1980)
Bis 1970 gehörten die Blitzgeräte zum „Artikelbereich Elektronik“, wurden aber nach der Neuorganisation des Unternehmens dem „Artikelbereich Foto“ zugeordnet. Blitzgeräte wurden bis 1970 von der Braun Electronic GmbH in Waldkirch produziert, einer 100-prozentigen Tochtergesellschaft der Braun AG. 1971 übernahm Braun die Produktion selbst; die „Braun Electronic GmbH“ übernahm den Vertrieb der Mess- und Regelgeräte. Die Blitzgeräteproduktion wurde in das Werk München-Allach verlagert, wo seit 1969 die Produktion von Filmkameras und Projektoren erfolgte. Das Vorstandsmitglied Ernst Krull war von 1962 bis 1971 für den Bereich verantwortlich und auch Geschäftsführer der Niezoldi & Krämer GmbH. Am 1. Januar 1972 wurde er technischer Direktor bei Minox. Danach übernahm Vorstandsmitglied Gotthard Mahlich den Bereich bis 1974, ihm folgte Gösta Widtskiöld.

#### Blitzgeräte

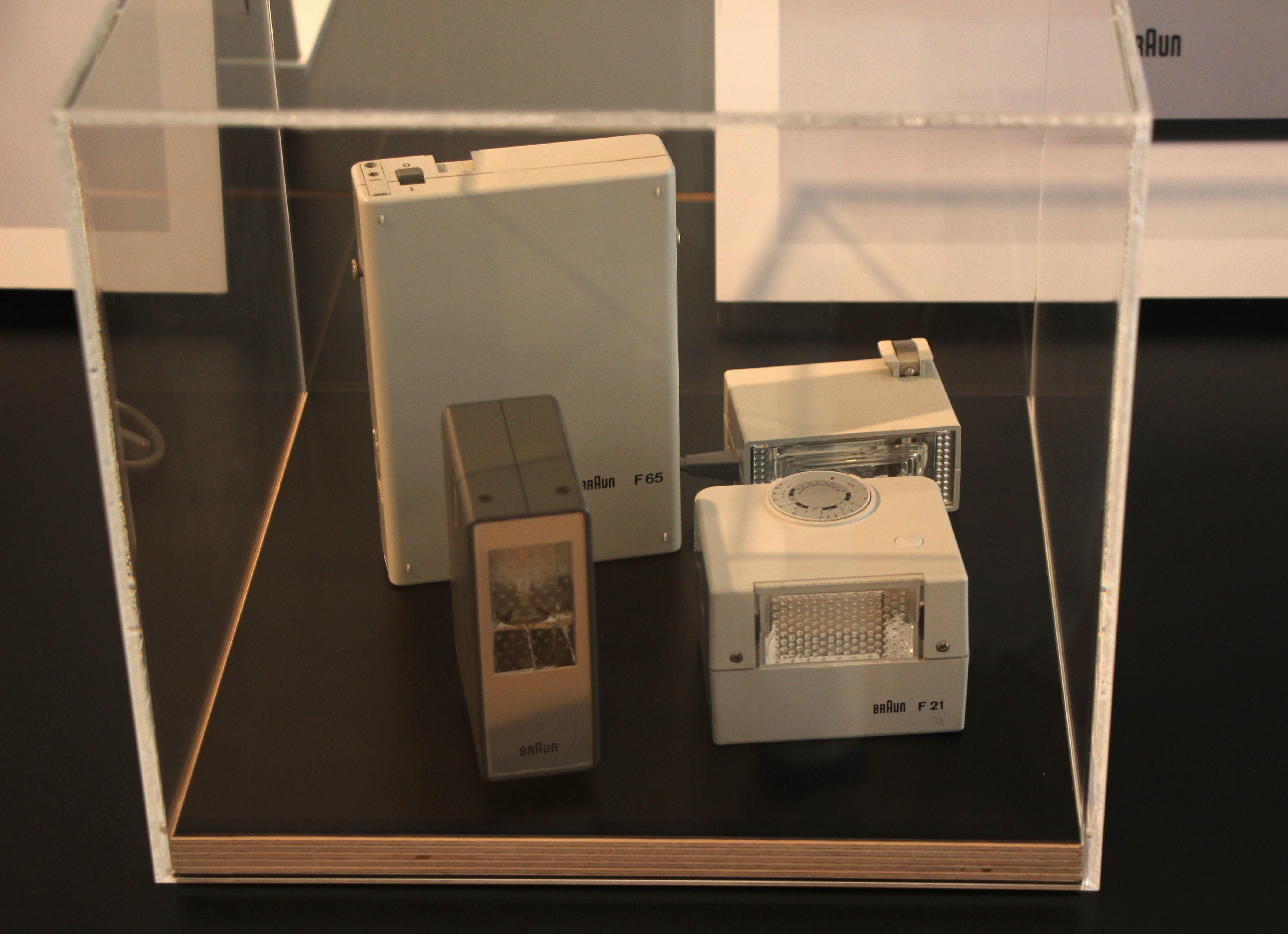
Braun Elektronikblitzgeräte,
Museum für Angewandte Kunst, Frankfurt 2024

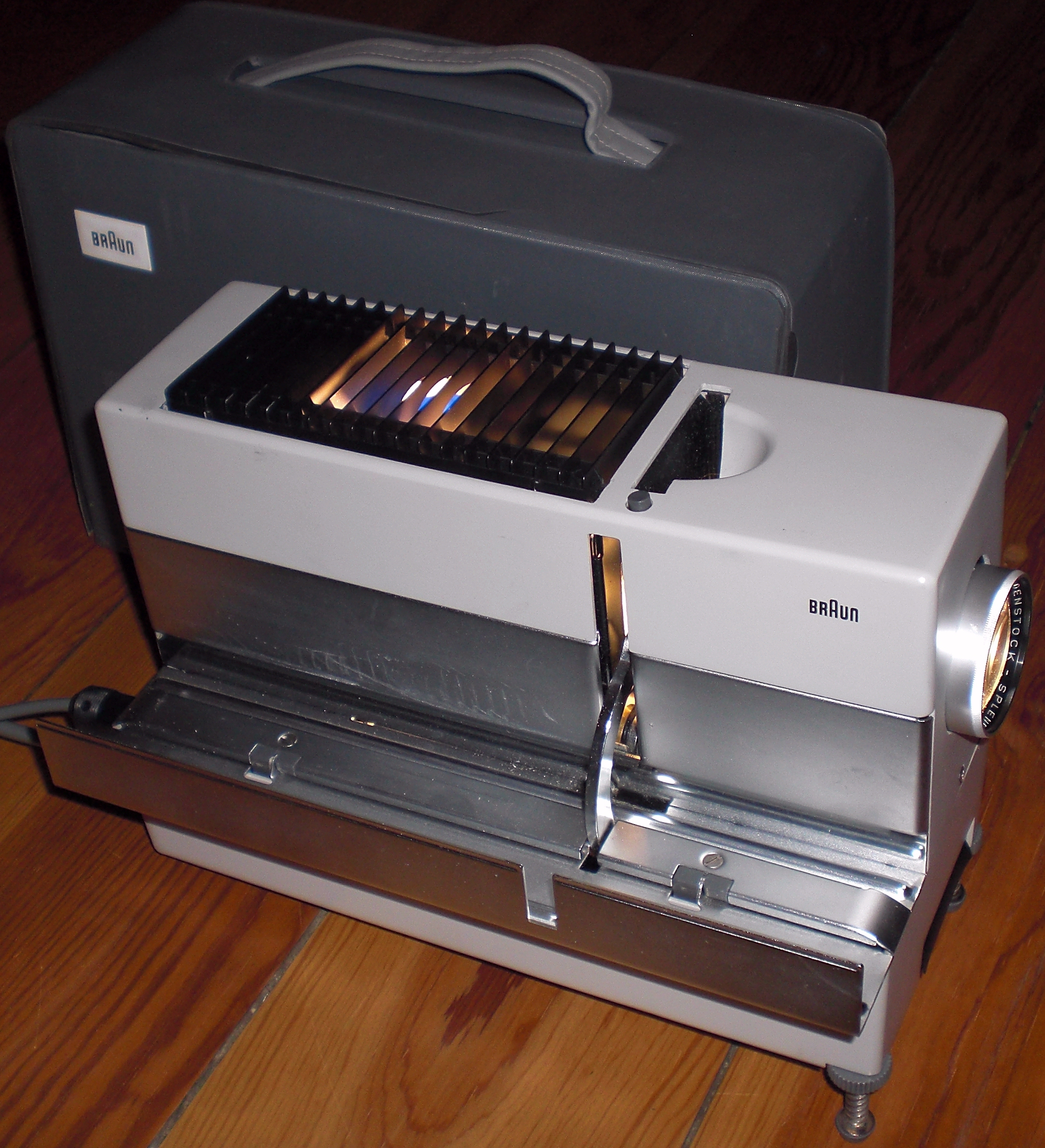
Kleinbild-Diaprojektor mit Rodenstock Objektiv
Modell „D40“

Bereits 1952 wurde von Erwin Braun und Gerhard Lander der erste Elektronenblitz der Hobby-Reihe entwickelt, der „hobby de Luxe“, er erschien aber erst 1953 auf dem Markt. 1956 folgte das zweite Modell, der „hobby standard“. Dieses Stabblitzgerät war das erste Braun-Blitzgerät mit stabilem Kunststoffgehäuse und im Vergleich zu damals anderen erhältlichen Elektronenblitzgeräten recht preiswert. Die Stromversorgung erfolgt über 220 Volt Wechselspannung oder mit drei Monozellen, für den Batteriebetrieb wird ein elektromechanischer Kako-Zerhacker verwendet. Der Perlreflektor kann um 180° gedreht werden, wodurch von Normal- auf Weitwinkel-Ausleuchtung umgeschaltet wird.
Ab 1958 wurde die Blitzgeräte-Reihe hobby von Dieter Rams entworfen, die neue Reihe beginnt mit dem Modell „EF1“, hobby standard, gefolgt von dem Modell „EF2/NC“, hobby spezial, beide in Hellgrau. 1978 erschien das elektronische Stabblitzgerät 460 VCS. Die Blitzgeräteproduktion endete 1989 mit dem Modell „SCA1“, vario control. Alle Modelle der Vario-Reihe wurden von Robert Oberheim entworfen, der bereits zuvor zahlreiche Diaprojektoren, Nizo-Filmkameras, Filmprojektoren und Filmzubehör-Artikel für Braun entworfen hatte.

#### Diaprojektoren
Eine wichtige kommerzielle Stütze des Unternehmens waren Kleinbild-Diaprojektoren. 1956 entstand der erste Diaprojektor PA-1. Besondere Erwähnung verdient die im funktionalistischen Stil gehaltene D-Serie (D20, D25, D35, D40, D46) mit Kabelfernbedienung und ausklappbarer Magazinhalterung (Design: Dieter Rams). Die Projektionsobjektive wurden nicht selbst hergestellt, sondern von Firmen wie Wilhelm Will (Wetzlar) („Maginon“) oder Rodenstock („Splendar“) bezogen.

#### Filmkameras, 1962–1980
Siehe: Braun Nizo

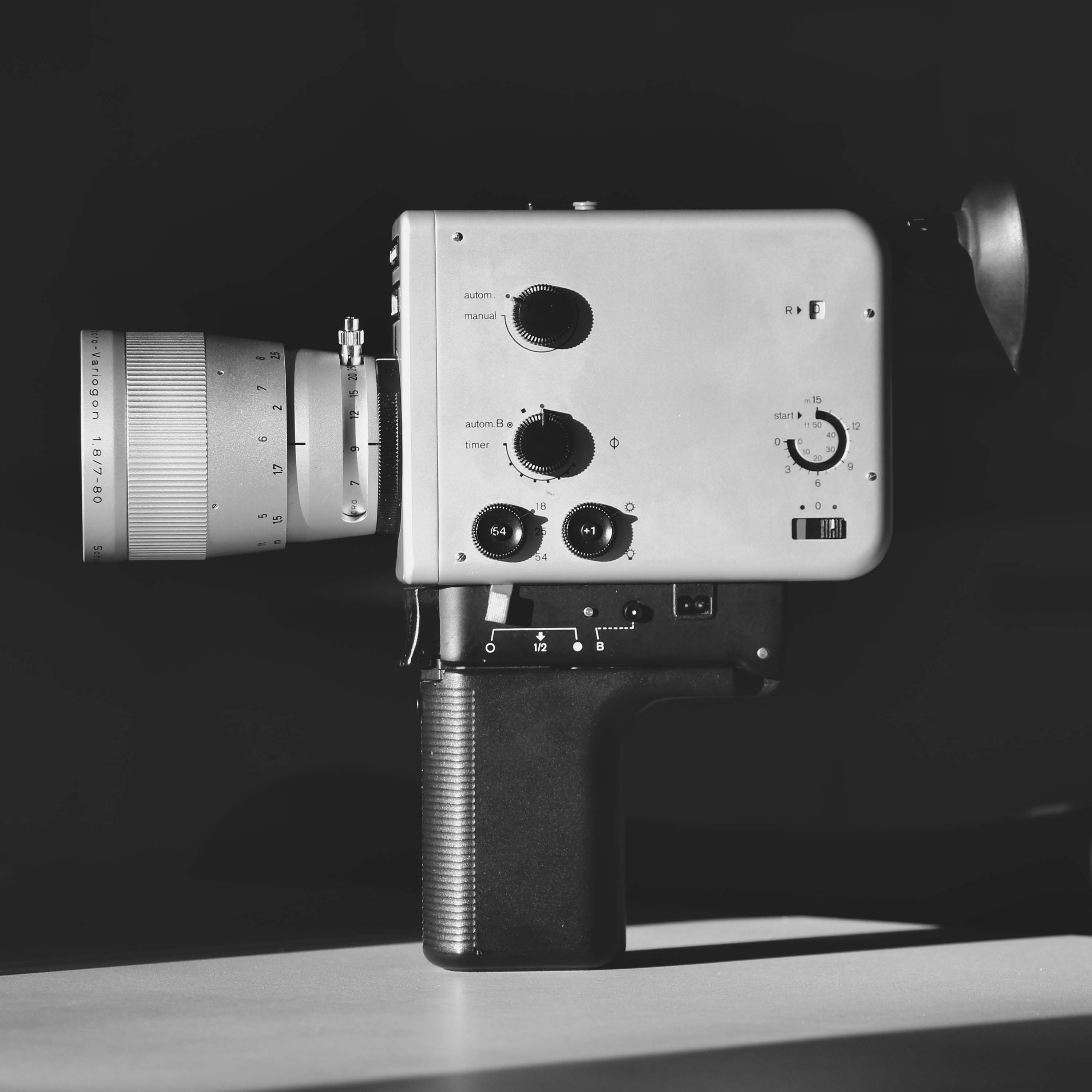
Super-8-Filmkamera
Modell „Braun Nizo professional“

1957 hatte Hans Gugelot einen Entwurf für eine 8 mm-Kamera gemacht. 1962 wurde dann der Filmkamerahersteller Nizo übernommen, wobei der Name Nizo als Marke erhalten blieb. Für das Kamera-Design Nizo FA 3 waren Dieter Rams mit Richard Fischer und Robert Oberheim zuständig. Robert Oberheim gestaltete die Nizo S 8, die 1965 zum Start von Super-8 in New York präsentiert wurde und vom Rat für Formgebung (Frankfurt am Main) 1966 den Preis „Gute Form“ erhielt. Das ebenfalls von Oberheim gestaltete Nachfolgemodell S 80 gehört zur Sammlung des New Yorker Museum of Modern Art.
1977 erhielt die „Nizo 2056 sound“ den Preis für gute Industrieform aus Hannover. Die 1978 vorgestellten Modelle 3048 und 3056 tragen erstmals auch das Braun-Logo. 1980 wurden die Niezoldi & Krämer GmbH sowie die Braun-Blitzgeräteproduktion an die Eugen Bauer GmbH in Stuttgart verkauft, eine Tochtergesellschaft der Robert Bosch GmbH. Der Artikelbereich Foto wurde somit 1980 vollständig verkauft.

## Neue Produkte
1962 wurden von Braun die Aktivitäten zur Einfügung neuer Produkte verstärkt, das Unternehmen wollte sein Produktangebot erweitern und das bestehende Sortiment in allen vier Artikelbereichen verbreitern. Für diesen Zweck wurde ein eignes Ressort eingeführt, Aufgabe war es, dem Vorstand neues Entwicklungspotential aufzuzeigen sowie die dafür notwendigen Maßnahmen einzuleiten, um neue Produkte in die bestehenden Prozesse einzubinden. So wurden nicht nur artverwandte Produkte, sondern auch völlig neue Produkte wie beispielsweise Heizlüfter, Geschirrspülmaschinen, Wanduhren oder ein elektrostatischer Luftfilter (Air-Control) ins Programm aufgenommen. Verantwortlich für den Geschäftsbereich „Neue Produkte“ war das Vorstandsmitglied Hagen Gross, der auch bis 1967 für den „Artikelbereich Haushalt“ zuständig war.

### Geschirrspüler (1961)
1961 wurden von Braun die Geschirrspülmaschinen „HGS 10“ und „HGS 20“ angeboten. Es waren aber keine eigenen Braun-Produkte, sondern sie wurden unter amerikanischer Lizenz in Deutschland vertrieben. Von diesen beim amerikanischen Ling-Temco-Vought-Konzern gefertigten Geräten rostete jede dritte der ersten 2000 produzierten Maschinen. Die Fronttürgeschirrmaschine hatte die Abmessungen von 76 cm × 46 cm × 43 cm, ein Gewicht von etwa 35 kg und war auch für Wandmontage geeignet.

### Feuerzeuge (1966–1985)

#### Tischfeuerzeuge

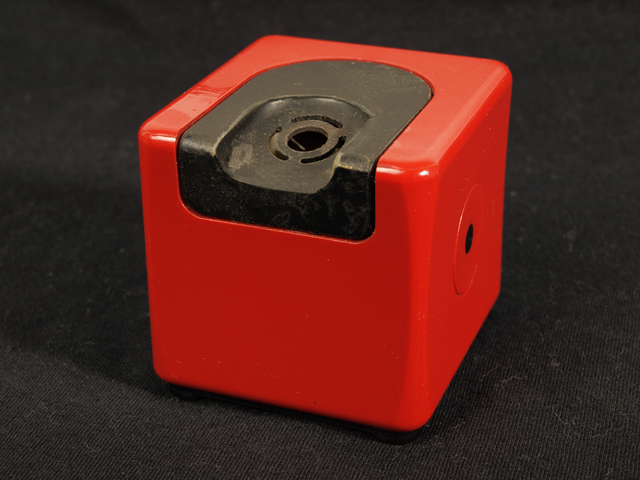
Tischfeuerzeug T3

Ein neues Braun-Produkt war 1966 das Tischfeuerzeug TFG 1 permanent, das nicht nur in Deutschland, sondern auch in anderen europäischen Ländern verkauft wurde. Das elektromagnetisch gezündete Tischfeuerzeug „permanent“ wurde von Reinhold Weiss entworfen und begründete eine neue Produktlinie im Braun-Programm. Das TFG 1 (Tischfeuerzeug Gas) ist ein 7,5 cm × 3,3 cm × 11,5 cm kleines Tischfeuerzeug aus Edelstahl mit Lederbezug auf den Seitenteilen.
1969 erschien das zweite Braun-Tischfeuerzeug, das „TFG 2“, T2 „Cylindric“. Das Tischfeuerzeug in Rundform mit Magnet- oder Piezozündung ist 8,6 cm hoch und hat einen Durchmesser von 5,4 cm. 1968 wurde dafür von der Braun AG das Patent angemeldet. Entwickler waren Claus Christian Cobarg, H.Schindler und Dieter Rams.
Das Tischfeuerzeug Modell „T3“ von 1970, entworfen von Dieter Rams, war der Nachfolger des T2. In der Form eines Würfels und in den Farben rot, gelb, blau und weiß erhältlich, entsprach es der Mode jener Zeit. Es verfügt über eine Batteriezündung wofür eine 15 Volt Batterie benötigt wird.
Das „domino“ von 1976 war baugleich mit dem „T3“, es unterschied sich allerdings vom „T3“ durch die glänzende Farbgebung, eine Piezozündung und die überstehende Drucktaste. Es wurde unter anderem in dem 1975 neu errichteten Braun-Werk in Carlow, Irland produziert. Weiter erschien noch das „domino set“, ein domino mit drei farblich passenden Aschenbechern. In den Farben schwarz matt, rot, gelb und grün.
Das T4 „Studio“ von 1974, entworfen vom Gugelot-Institut, war das letzte Tischfeuerzeug von Braun. Es war das preiswerteste Tischfeuerzeug, wurde aber nur kurze Zeit angeboten.
Das Tischfeuerzeug „energetic“ von Braun ist nicht nur das seltenste Feuerzeug des Unternehmens, sondern auch das technisch innovativste. Das 1974 in einer Kleinserie von etwa 25 Stück hergestellte runde Tischfeuerzeug mit Solarzellen auf der Oberseite ist eine Modellvariante des „Cylindric“.

#### Taschenfeuerzeuge

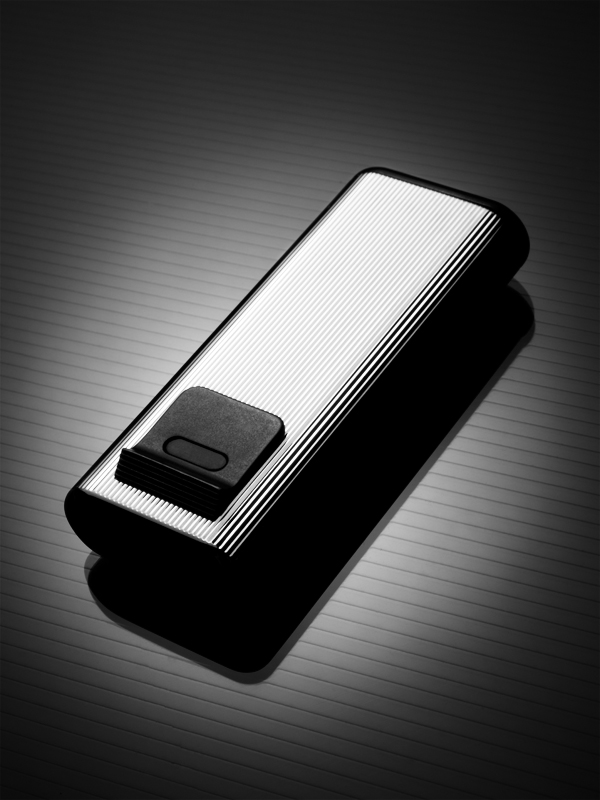
Braun Taschenfeuerzeug,
Dieter Rams

Am 1. Mai 1971 erwarb die Braun AG das Unternehmen Gebrüder Köllisch AG aus Nürnberg mit der Marke „Consul“, einem Hersteller von kosmetischen Verpackungsmaterialien und Feuerzeugen, die ab 1952 unter dem Namen Consul vertrieben wurden. Aus der Gebrüder Köllisch AG wurde so das eigenständige Unternehmen „Consul GmbH“, ein Teil des Braun-Konzerns.
Bereits 1971 wurde das erste elektromagnetische Taschenfeuerzeug F1 „Mactron“ (MKF) herausgebracht und von der Consul GmbH produziert. Erfinder waren Gerhard Steuernagel, Claus Christian Cobarg und Dieter Rams. Das metallische Gehäuse mit zwei seitlichen, schwarzen Auflageflächen mit Noppenstruktur hat die Abmessung 70 mm × 33 mm × 14 mm. Die Auffülldüse befindet sich an der Seite des Feuerzeuges und nicht wie sonst üblich auf der Unterseite. 1971 wurde auch das vollautomatische Taschenfeuerzeug „mach 2“ herausgebracht, entworfen wurde es von Dieter Rams und Florian Seiffert. Es hat eine Piezozündung und ein Edelstahlgehäuse.
Weitere Gasfeuerzeuge mit Piezozündung waren das „mach 2“ von 1971, das „electric“ von 1972, das „weekend“ und „centric“ von 1974. Das „dino“ von 1975 ist das einzige Taschenfeuerzeug mit Reibrad und Zündstein und auch das Preiswerteste von allen angebotenen Feuerzeugen.
Das „linear“ von 1976 ist baugleich mit dem F1, hat aber eine Piezozündung und die Auffülldüse befindet sich am Boden des Feuerzeugs. 1976 erschien das „duo“ von busse-design entworfen und 1977 das „contour“ von Gugelot-Institut und Braun designt. 1980 kam noch das „Dymatic“ und mit Modell „club“ kam 1981 das letzte Taschenfeuerzeug von Braun heraus.

#### Stabfeuerzeug
1981 erschien das einzige Stabfeuerzeug von Braun. Das „variable“, von Dieter Rams entworfen, gab es in Edelstahl gebürstet und chrom gebürstet.

### Uhren
Anfang 1971 wurde eine weitere Produktgruppe eingeführt, das Zeitprogramm von Braun.

#### Tisch- und Weckuhren

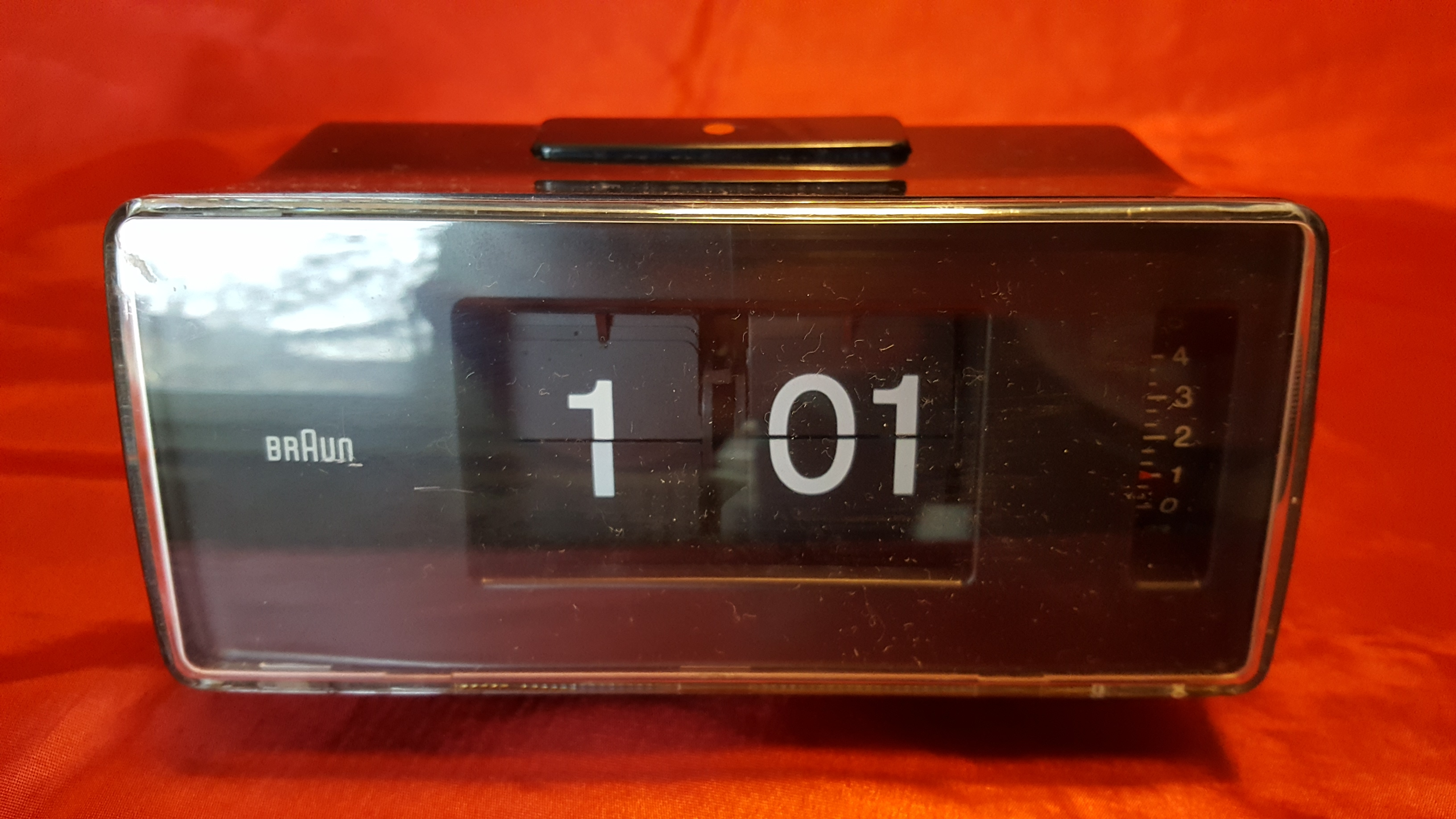
Tischwecker „phase 2“ Netzausführung mit 24-Stundenwecker

Den Anfang machte der Tischwecker „phase 1“, entworfen von Dietrich Lubs und Dieter Rams. Die Digitaluhr phase 1 gibt es als Netz- oder Batteriemodell, mit einem 24-Stundenwecker in den Farben perlweiß, rot und oliv; Transparent nur als Batteriemodell. Die Zahlen der Anzeige sind auf Walzen gedruckt und werden elektromechanisch angetrieben.
Bereits 1972 erschien ein weiterer digitaler Tischwecker, der von Dietrich Lubs entworfene „phase 2“. Diesen gibt es als Netzausführung mit 24-Stundenwecker oder als Batterieausführung mit 24-Stundenwecker oder mit Datumsanzeige. Die weißen Zahlen der Anzeige befinden sich auf schwarzen Faltblättern eines Walzensystems. Diese Modelle gab es in Schwarz, rot und gelb. Weiter erschien 1972 der erste Wecker mit analoger Anzeige „phase 3“, den auch Lubs gestaltet hatte. Er hatte ebenso eine 24-stündige Weckzeiteinstellung. In den 80er-Jahren waren die Nachweckfunktion, Voice-Control und 1988 Reflex-Control innovative Technik.

#### Armband- und Wanduhren
1977 erschienen erst digitale Armbanduhren, 1989 wurde das Design der analogen Weckuhren mit der AW 10 auf Armbanduhren übertragen. Die erste Wanduhr erschien 1979; die letzte Wanduhr ABW 32 etwa 2006. Auch diese waren von Dietrich Lubs gestaltet.
Etwa seit 2011 werden Wecker und Armbanduhren der Marke Braun unter Lizenz von dem Unternehmen Zeon Ltd. in London, einer Tochter der Herald Group aus Hongkong, vertrieben. Auch Wanduhren sind wieder erhältlich.

### Taschenrechner

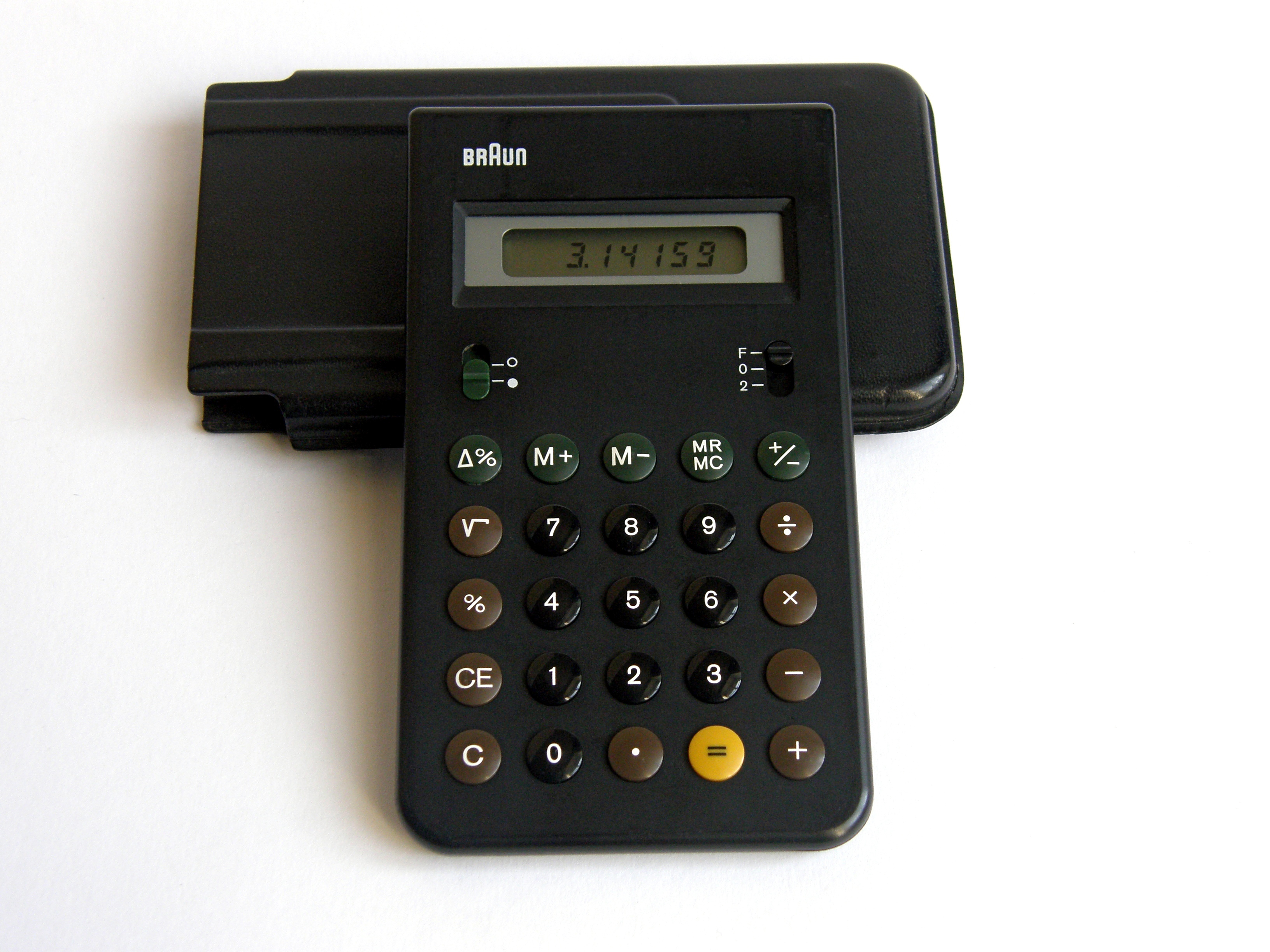
Braun Taschenrechner ET 33

1976 wurde der Taschenrechner ET 22 eingeführt, dessen Technik von Omron stammte, das Design, auch bei weiteren Modellen, von Dieter Rams und Dietrich Lubs. 1977 erschien der ET 33, der mit Knopf- statt Mignonzellen (AA) betrieben wurde, 1981 der auch in weiß erhältliche ET 55, 1987 der ETS 77 mit Solarzellen und LCD-Anzeige. Letzterer wurde bis 2005 gebaut. Neben dem ETS 77 wurde ab 1987 ein scheckartengroßes Modell ST1 mit Solarzellen angeboten. Der ET 66 mit LCD-Anzeige wurde 2013 neu aufgelegt.
Der ET 55 ist im Museum of Modern Art ausgestellt (2023).

### Lectron

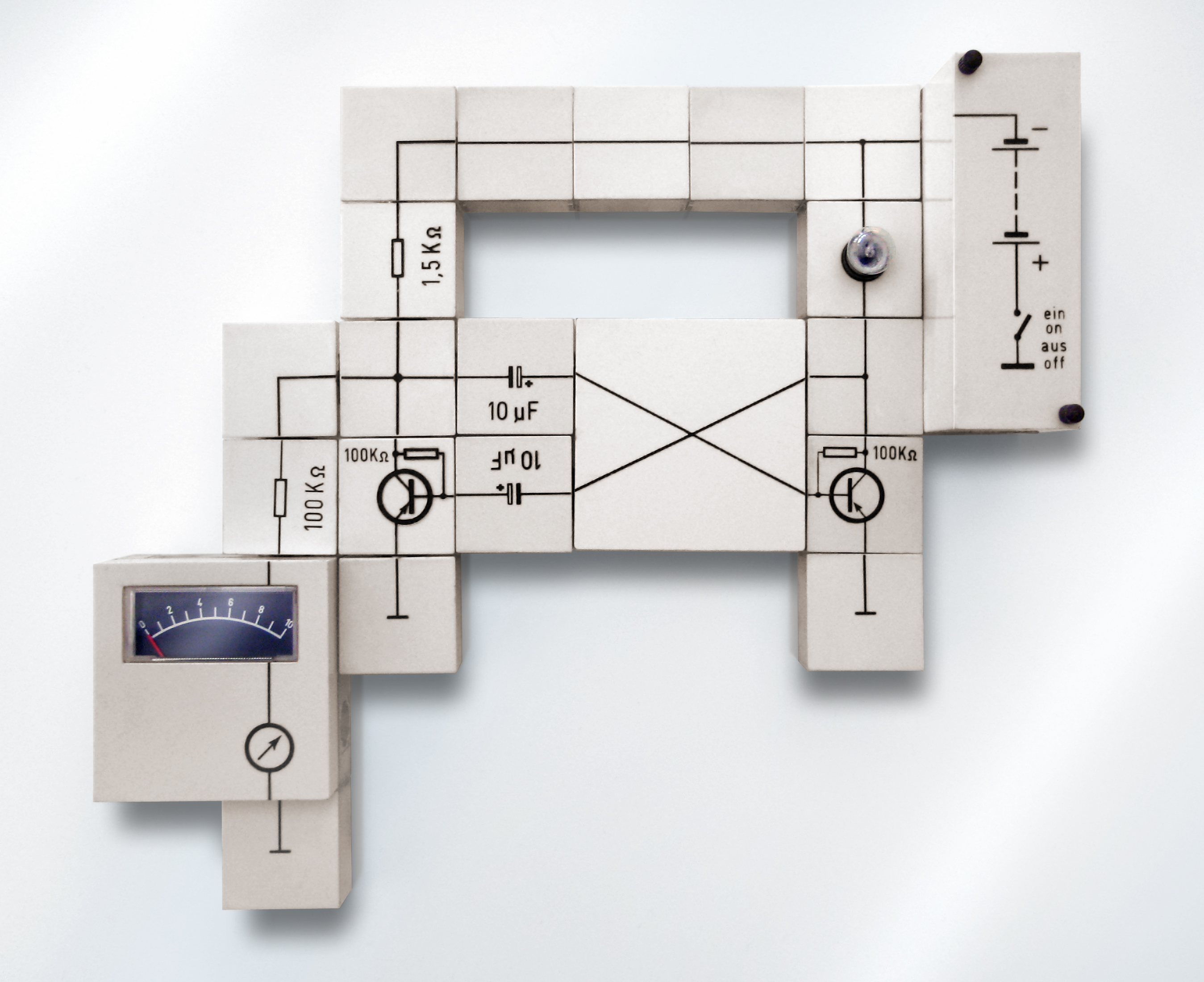
Beispielhafter Aufbau des Elektronik-Experimentiersystems „Lectron“

Ende 1967 übernahm Braun das Elektronik-Experimentiersystem „Egger Lectron“ von der Egger-Bahn GmbH aus München und bot es in neuer Aufmachung unter dem Namen „Braun Lectron“ an. Mit diesem ungewöhnlichen Produkt wollten Erwin Braun und der damalige Vertriebsdirektor Georg Hohm bereits Kinder und Jugendliche an die Marke „Braun“ heranführen. Nach der Übernahme wurden die Experimentierkästen sowie Verpackungen und Anleitungsbücher von Dieter Rams an Brauns damaliges Design angepasst. Das Angebot solcher Kästen wurden in den folgenden Jahren stark ausgeweitet und auch auf spezielle Fachgebiete zugeschnitten.
Der aufwendigen Verarbeitung der Bauteile entsprach ein hoher Preis des Systems, so dass es in privaten Haushalten kaum Verbreitung fand. Für Schulen und Ausbildungsstätten war die einfache Handhabung sowie die Möglichkeit, das Schaltbild direkt von den aneinandergesetzten Bausteinen ablesen zu können, jedoch von großem Vorteil. Während dieser Zeit wurde u. a. das „Buchlabor“ Was ist Elektronik (Schönstes deutsches Jugendbuch 1969) sowie ein Ausbaukasten „Computertechnik“ auf den Markt gebracht. Das Lectron Buchlabor bestand aus einem mit Illustrationen des Zeichners Jules Stauber zwecks optischen Nachvollzugs der Experimente versehenen Anleitungsbuch und einem dazugehörigen Baukasten.
Alle Elemente und Kästen (ohne Manuale und Karton) wurden bis 1972 für alle Lizenznehmer bei der Deutschen Lectron GmbH in München produziert. Die Lectron-Abteilung von Braun wurde 1972 unter Leitung des Braun-Ingenieurs Manfred Walter in eine eigenständige Firma, Lectron GmbH, ausgelagert, die auch die Produktion von der Deutschen Lectron GmbH übernahm und nach Frankfurt verlagerte. Die Produktbezeichnung lautete nun Lectron.

## Auszeichnungen und Ausstellungen (Auswahl)
- 1957: Preis Gran Premio für das Gesamtprogramm, XI. Triennale, Mailand; Preis auf der Interbau in Berlin
- 1958: Das New Yorker Museum of Modern Art nimmt Braun-Geräte in seine ständige Sammlung auf und es werden 16 Apparate auf der Weltausstellung in Brüssel als hervorragende Beispiele deutscher Produktion zur Schau gestellt
- 1960: Preis Gran Premio für das Gesamtprogramm, XII. Triennale, Mailand
- 1962: Auszeichnung Compasso d’Oro in Mailand
- 1963: eine Ausstellung im Pariser Louvre
- 1964: eine Ausstellung auf der documenta 3, Kassel und die Goldmedaille für audio 1 (Stereo-Kompaktanlage) auf der XIII. Triennale, Mailand
- 1965: eine Wanderausstellung des Gesamtprogramms in Tokio
- 1967: Ausstellung auf der Weltausstellung, Montreal
- 1968: Ausstellung auf der Interbytmash, Moskau – Braun-Messestand, für seine vorbildliche Gestaltung
- 1968: Ausstellungen auf jugoslawischen Design-Biennale Ljubljana. Goldmedaille für das Braun Lectron
- 1969: Das Musée des Arts décoratifs (Paris) zeigt Braun-Design
- 1974: Auszeichnungen für audio 400 (Stereo-Kompaktanlage), regie 308 (Receiver), L 308 (Lautsprecher) auf der Wiener Hifi-Messe; Zwei Designpreise für audio 400, Hifi-Messe Mailand
- 1976: Form – nicht konform. eine Ausstellung im Institut für Neue Technische Form, Darmstadt
- 1990: Ausstellung Mehr oder weniger: Braun-Design im Vergleich im Museum für Kunst und Gewerbe Hamburg
- 2021: Ausstellung Braun 100 im Bröhan-Museum Berlin[51]
- 2021/2022: Ausstellung 1921 Braun 2021 im Museum des INTeF (Institut für Neue Technische Form) in Darmstadt[52]

## Braun-Preis
1967 wurde der „Braun-Preis für technisches Design“ als Deutschlands erster internationaler Designförderpreis ins Leben gerufen. Der von Braun gestiftete Preis in Höhe von damals 25.000 DM wurde 1968 erstmals vergeben. Ihn erhielten Masanori Umeda für ein System beweglicher Wohnelemente und Florian Seiffert für den Entwurf einer 16-mm-Filmkamera.
Der Braun-Preis soll die Arbeit von Produktdesignern und die Produktideen für technische Gebrauchsgüter fördern und die Kompetenz und die Kreativität angehender Industriedesigner der Öffentlichkeit bekannt machen und den Kontakt zu Unternehmen oder potenziellen Auftraggebern herstellen. Der Braun-Preis wurde alle zwei Jahre verliehen bis 2009, seitdem erfolgte die Verleihung alle drei Jahre.

## Braun-Sammlungen
Auf Initiative des Förderkreis BraunSammlung e. V. wurde 2005 die offizielle Braun-Sammlung eröffnet. Als Standort wurde das Westerbach-Center gewählt, welche direkt am S-Bahn Haltepunkt Kronberg Süd liegt und gleichzeitig an das Braun-Stammwerk angrenzt. 2014 erfolgte der Umzug vom Erdgeschoss in die erste Etage mit deutlich vergrößerter Ausstellungsfläche, einem Veranstaltungsraum und einem Museumsarchiv (Braun Archiv). Ausstellungskonzept und Inneneinrichtung wurden komplett erneuert.
Die Dauerausstellung zeigt Produkte aus der Firmengeschichte seit 1921. Die Braun-Sammlung umfasst etwa 300 Exponate und zeigt die Entwicklung des Braun-Design von den Anfängen bis zur Gegenwart.
Eine weitere bedeutsame Sammlung besitzt das Institut für Neue Technische Form (INTeF) in Darmstadt. Seit dem 28. November 2021 bis voraussichtlich 27. März 2022 findet im Museum am Friedensplatz in Darmstadt die Ausstellung 1921 Braun 2021 mit zahlreichen Exponaten aus allen Produktbereichen statt.

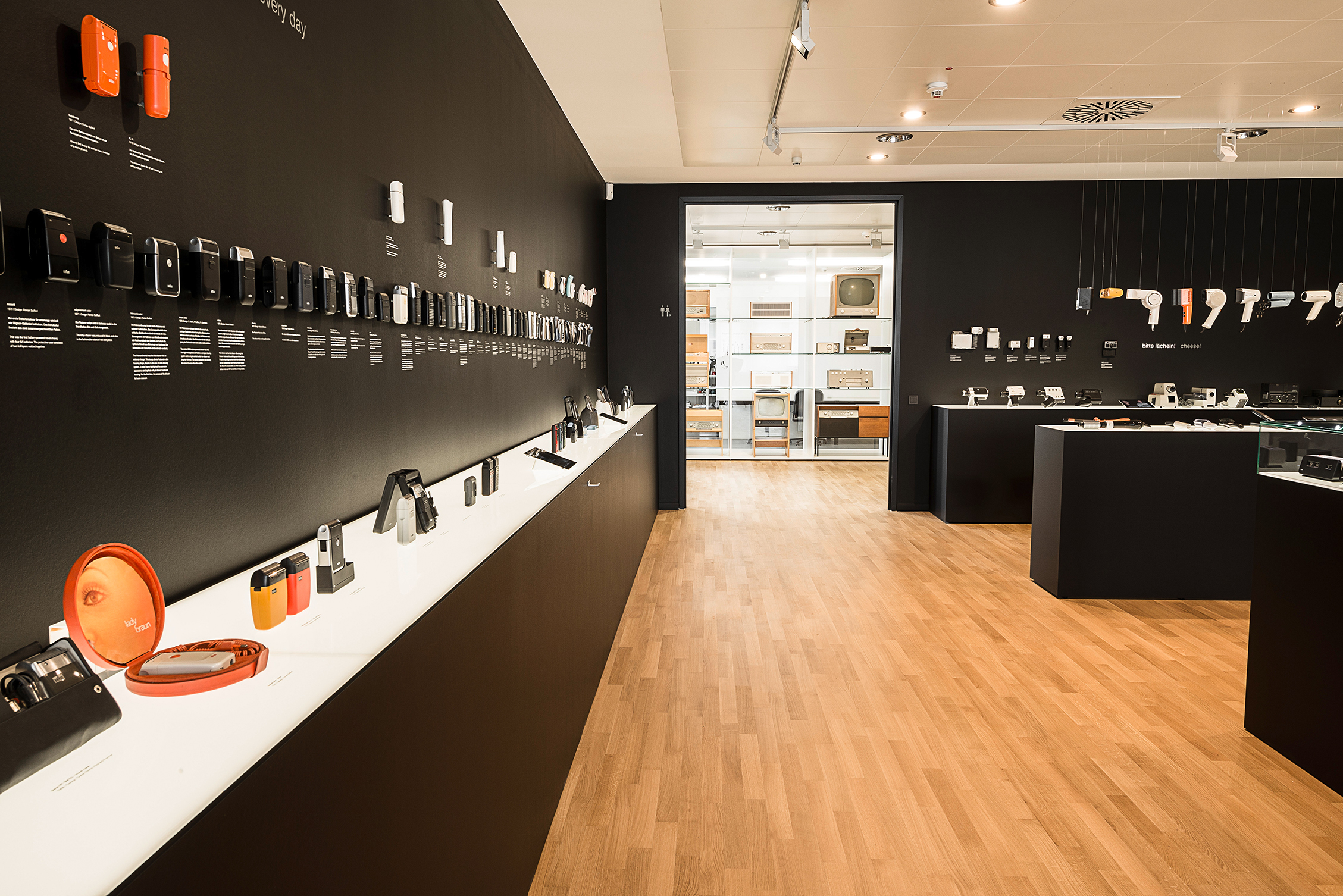
Ausschnitt aus den Räumlichkeiten der Braun-Sammlung, Stand 2014
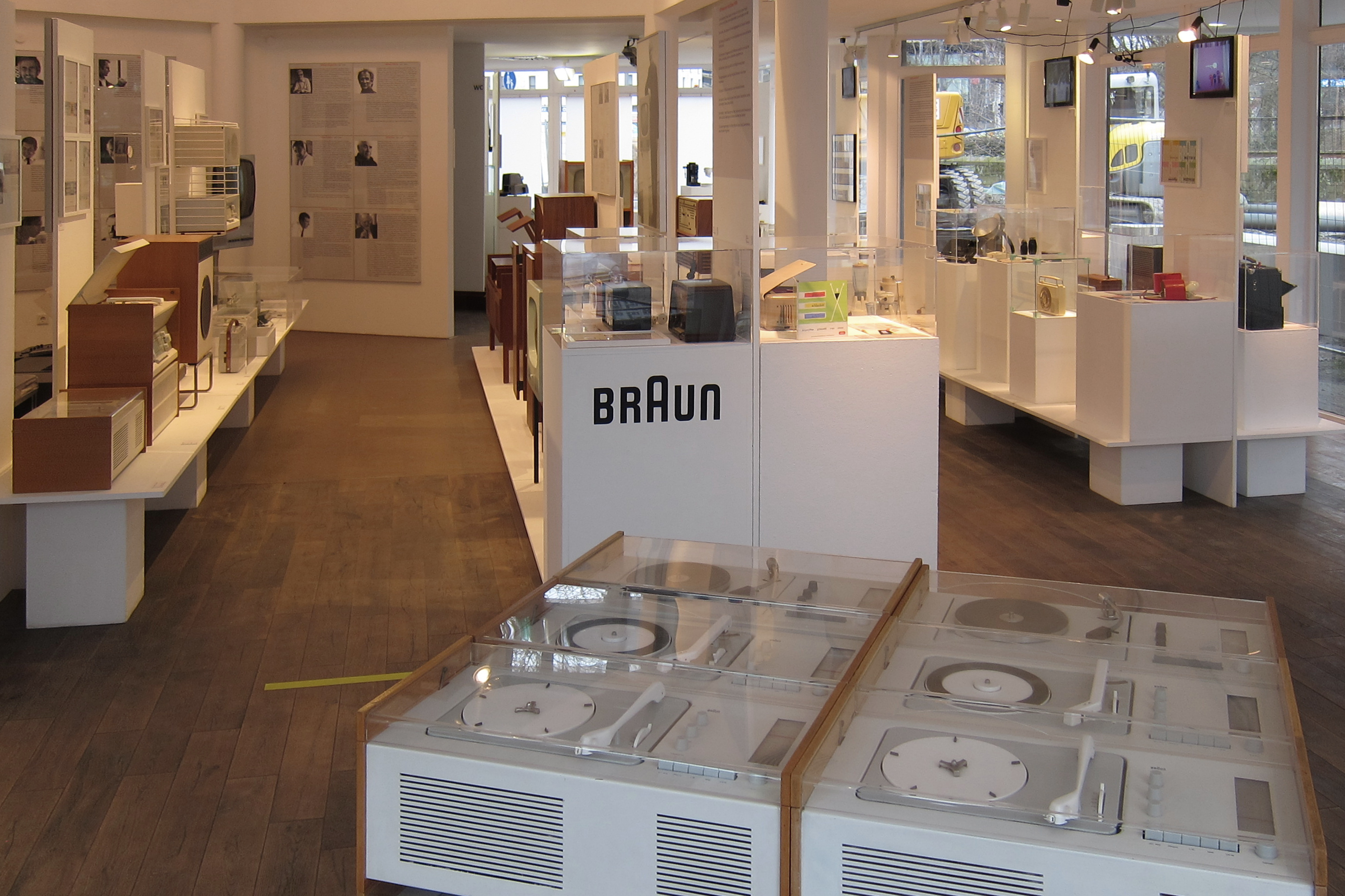
Ausstellung „1921 Braun 2021“ des INTeF in Darmstadt

## Heutige Verwendung
Die Marke Braun wird heute von verschiedenen Unternehmen per Lizenz verwendet. Lediglich der Bereich Haarentfernung sowie Mundpflege sind bei Procter & Gamble geblieben. Nachfolgend die Lizenznehmer der Produktbereiche:
- Küchengeräte: De'Longhi[58]
- Haarstyling: Conair[59]
- Uhren und Wecker: Zeon[60]
- Gesundheit: Helen of Troy[61]
- Audio: Pure[62]

## Dokumentation
- Simply the Best: Die Braun Design Story, 45. Min. von 2011. Dieter Oeckl (Oecklfilm) realisierte es mit Unterstützung des Hessischen Rundfunks (HR) auf eigenes Risiko, wie er in einer Kino-Vorführung mit Podiumsdiskussion 2014 erläuterte.[63]